# STS-133
STS-133 — космічний політ шатла «Діскавері» за програмою «Спейс Шаттл». Доставлення обладнання і матеріалів на Міжнародну космічну станцію. Це 39-й політ шатла до МКС і останній політ у космос «Діскавері».

## Екіпаж
- (НАСА): Стівен Ліндсі (5-й космічний політ) — командир;
- (НАСА): Ерік Боу (2) — пілот;
- (НАСА): Бенджамін Дрю (2) — фахівець з програмою польоту;
- (НАСА): Майкл Барратт (2) — фахівець з програмою польоту;
- (НАСА): Стівен Боуен (3) — фахівець з програмою польоту;
- (НАСА): Ніколь Стотт (2) — фахівець з програмою польоту.

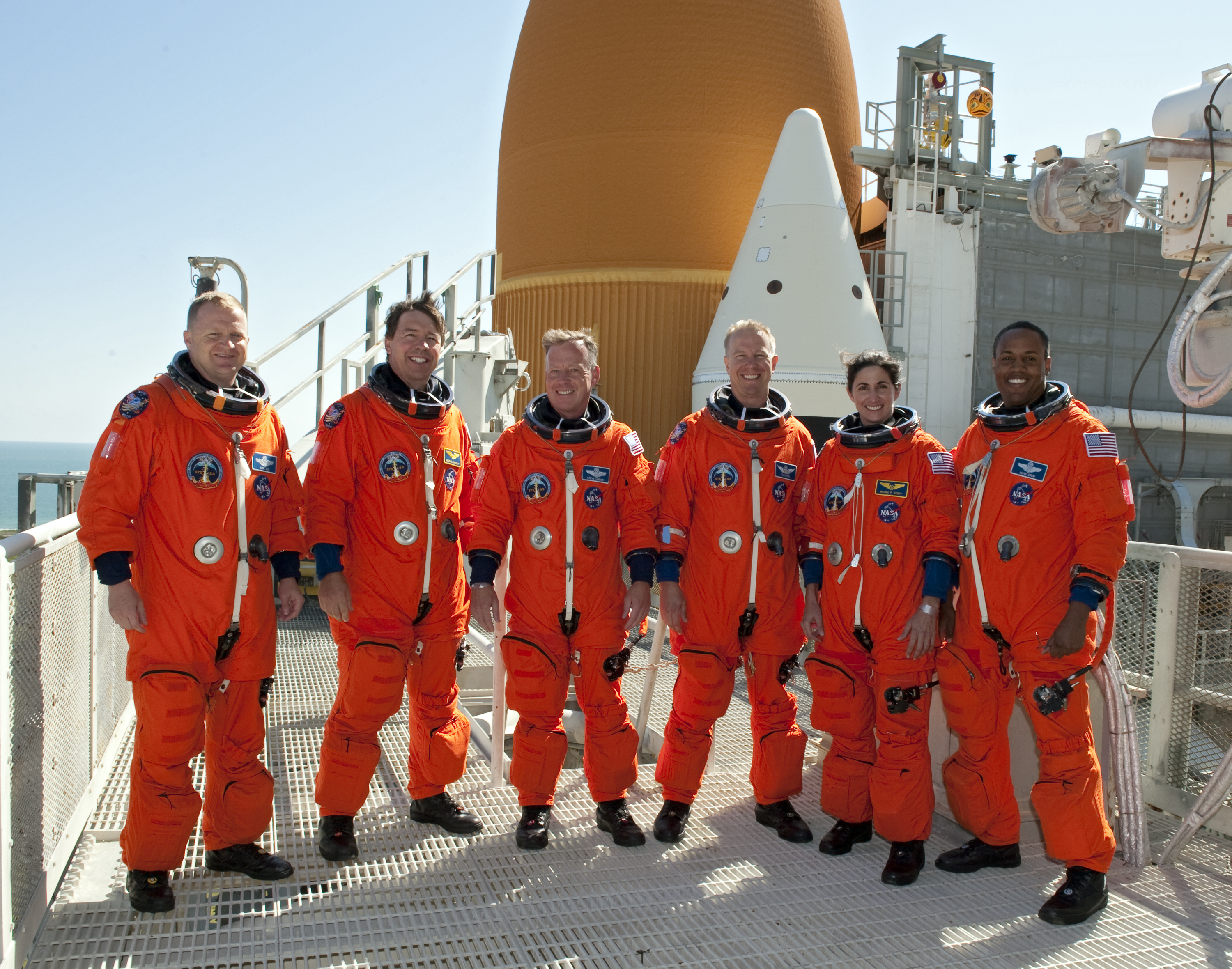
Початковий екіпаж: (зліва направо) Ерік Боу, Майкл Барратт, Стівен Ліндсі, Тімоті Копра, Ніколь Стотт, Елвін Дрю

У первинний варіант складу екіпажу, який був оголошений 18 вересня 2009 року, як основний астронавт для виходу у відкритий космос був названий Тімоті Копра. 15 січня 2011 року він був травмований під час їзди на велосипеді й замінений на Стівена Боуена.

## Виходи у відкритий космос
Під час польоту було здійснено два виходи у відкритий космос.
- Вихід 1 — «Боуен та Дрю»
- Цілі: Прокладка силового кабелю, переноска насоса системи охолодження, експеримент «Послання в пляшці».
- Початок: 28 лютого 2011 року — 15:46 UTC
- Закінчення: 28 лютого 2011 року — 22:20 UTC
- Тривалість: 6 годин 34 хвилини.

Це 154-й вихід у космос пов'язаний з МКС.
Це 6-й вихід у космос для Боуена і 1-й вихід для Дрю.
- Вихід 2 — «Боуен та Дрю»
- Цілі: Обслуговування насоса системи охолодження, установка захисних лінз на камери, перенесення експериментального стенда, встановлення додаткового освітлення.
- Початок: 2 березня 2011 року — 15:42 UTC
- Закінчення: 2 березня 2011 року — 21:56 UTC
- Тривалість: 6 годин 14 хвилин.

Це 155-й вихід у космос пов'язаний з МКС.
Це 7-й вихід у космос для Боуена і 2-й вихід для Дрю.

## Мета

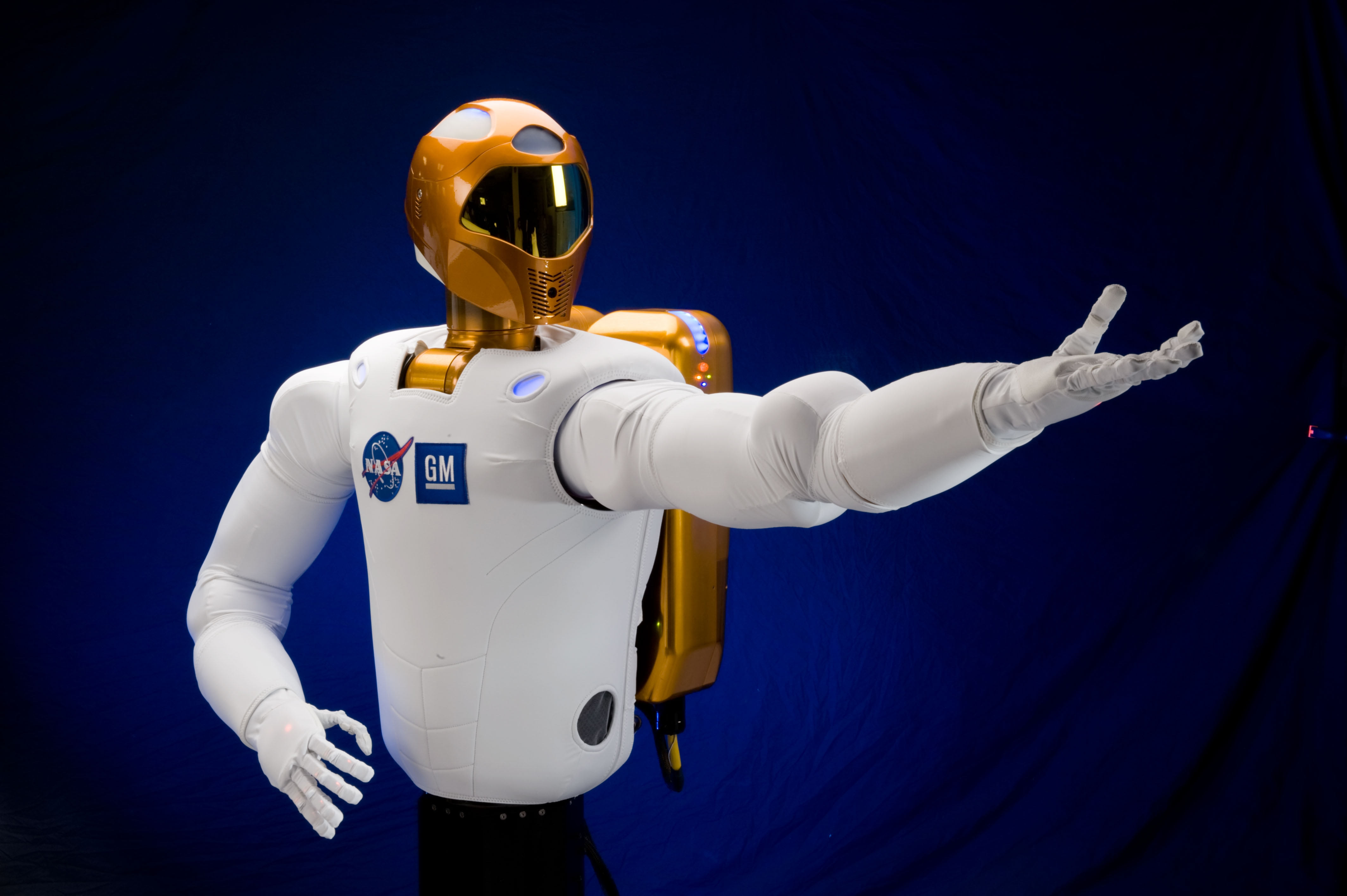
Робонавт 2.

Доставка обладнання і матеріалів на Міжнародну космічну станцію в модифікованому транспортному модулі «Леонардо» і на експериментально-транспортній платформі (Експрес Логістика Каріер 4). На експериментально-транспортній платформі закріплена запасна радіаторна панель для системи охолодження станції. Вага панелі 1,12 тонн і довжина 3,4 м. Транспортний модуль «Леонардо» використовувався для доставлення устаткування на МКС і назад на Землю. Модуль «Леонардо» шість разів літав до станції. Після останнього польоту до станції в листопаді 2009 року, модуль був модифікований з тим, щоб він назавжди залишився пристикованим до станції. Він буде використовуватися як додаткове складське приміщення в складі МКС. У модулі «Леонардо» на станцію доставлять запасне обладнання, продукти, наукові прилади та Робонавт −2.
«Робонавт 2» (Robonaut 2, R2) — робот, який є спільною розробкою компанії «Дженерал Моторс» і НАСА. Мета запуску робота — перевірка його функціонування в умовах невагомості, вплив на його роботу космічного і електромагнітного випромінювання. Робонавт важить 136 кг, і він має схожі на людські голову, корпус і дві руки. Його руки здатні працювати з різними інструментами. НАСА сподівається, що в майбутньому подібні роботи зможуть виконувати деякі роботи в космосі, у тому числі у відкритому космосі. «Дженерал Моторс» сподівається використовувати подібні роботи при збірці автомобілів. Під час польоту «Діскавері» Робонавт працюватиме в модулі «Дестіні».

## Підготовка до польоту

### 2009 рік
- 18 вересня 2009 року в НАСА був призначений екіпаж для останнього польоту за програмою «Космічний човник». Останній старт шатла «Діскавері» STS-133 призначено на 16 вересня 2010 року. Командиром екіпажу призначений Стівен Ліндсі, пілотом — Ерік Боу, фахівці за програмою польоту: Елвін Дрю, Майкл Барратт, Тімоті Копра і Ніколь Стотт. Ліндсі вирушає в п'ятий космічний політ, раніше він брав участь в експедиціях: STS-87, STS-95, STS-104 і STS-121. Ерік Боу раніше літав на STS-126, Елвін Дрю — на STS-118. У момент призначення в екіпаж «Діскавері» STS-133, Майкл Барратт і Ніколь Стотт перебували на МКС у складі 20-ї експедиції. Тімоті Копра також був членом 20-ї експедиції МКС у липні — серпні 2009 року[1][2].

### 2010 рік
- 1 липня 2010 року старт експедиції «Діскавері» STS-133 перенесений з 16 вересня 2010 року (15:57 за Гринвічем) на 1 листопада о 20:33. Перенесення старту пов'язаний із збільшенням часу на підготовку корисних вантажів, що доставляються на МКС і з метою кращого узгодження графіка польотів різних кораблів до МКС. Стиковка з МКС має відбутися о 16:52 3 листопада. 4 листопада до станції повинен буде приєднаний транспортно -вантажний модуль «Леонардо». На 5 і 7 листопада намічені два виходи у відкритий космос астронавтів Тімоті Копра і Елвіна Дрю. Від'єднання від станції о 11:13 10 листопада. Приземлення 12 листопада близько 16 години.
- 8 вересня 2010 через розрив водопроводу космічний центр імені Кеннеді залишився без води і був закритий. Призначена на цей день перевезення шатлу «Діскавері» з ангара в будівлю вертикальної збірки була перенесена на наступний день.
- 9 вересня 2010 року шатл «Діскавері» був перевезений у будівлю вертикальної збірки, де він буде з'єднаний із зовнішнім паливним баком і твердопаливними прискорювачами. Перевезення шатла почалася о 10:54 за Гринвічем (6:54 місцевого часу). Перевезення завершилася о 14:50. «Діскавері» готується до свого останнього космічного польоту, тому під час перевезення «Діскавері» був припинений на кілька годин для фотосесії. Вивіз шатлу «Діскавері» на стартовий майданчик 39А запланований на 20 вересня.

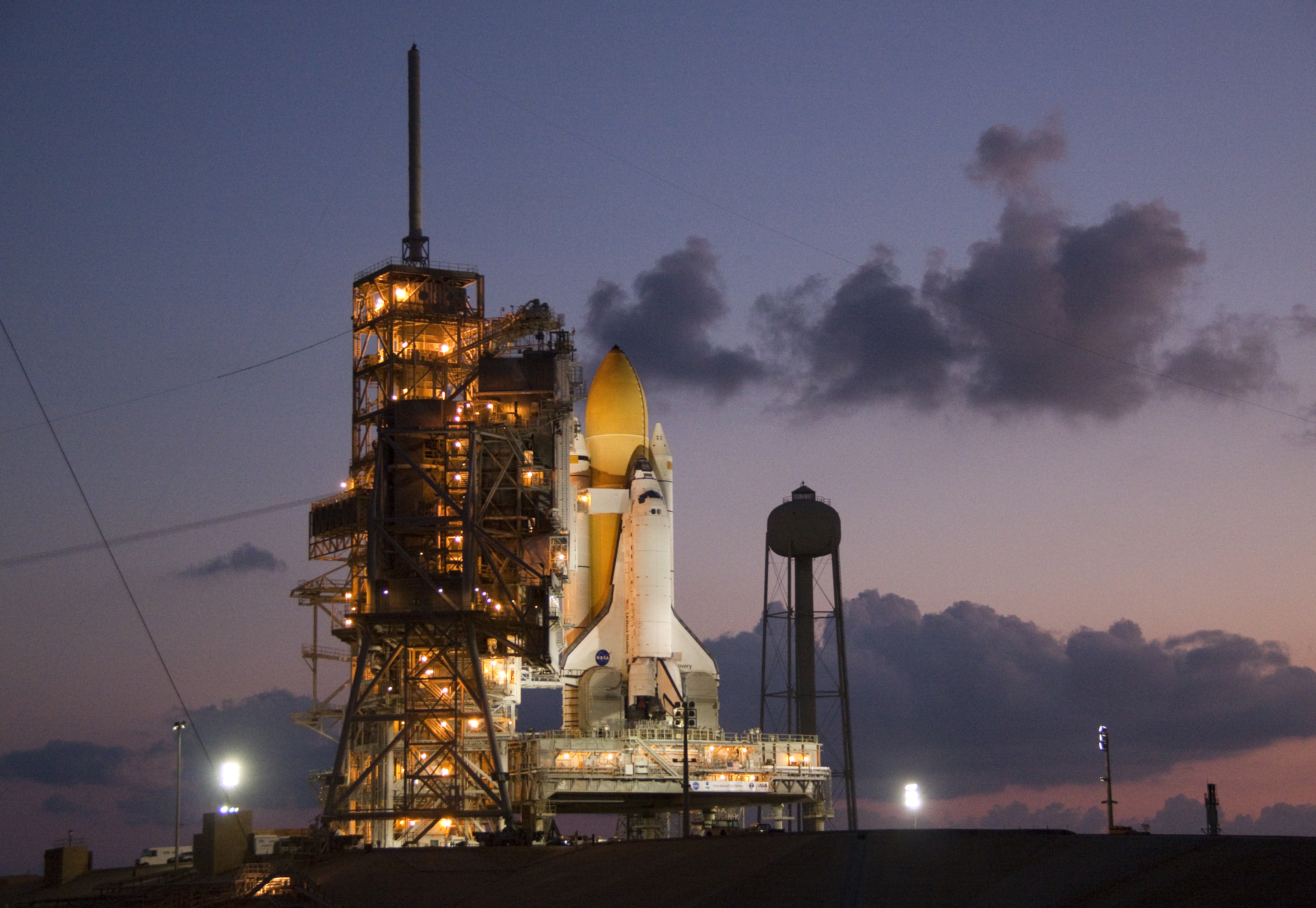
Шаттл «Діскавері» на стартовому майданчику готується до свого останнього космічного польоту

- 21 вересня 2010 року шатл «Діскавері» був перевезений з будівлі вертикальної збірки на стартовий майданчик 39А. Перевезення шатла почалася 20 вересня о 23:23 за Гринвічем (19:23 місцевого часу). Перевезення тривало 6:26. О 5:49 «Діскавері» був встановлений на стартовому майданчику.
- 15 жовтня екіпаж «Дискавері» провів повномасштабну тренування передстартового відліку на космодромі мису Канаверал. Астронавти наділи скафандри, розмістилися в кабіні шатла і відрепетирували всі передстартові операції.
- 18 жовтня в трубопроводі подачі палива до правої системі орбітального маневрування було виявлено витік. Інженери НАСА сподіваються, що усунення несправності не приведе до затримки старту «Діскавері».
- 19 жовтня фахівцям НАСА вдалося усунути витік у паливопроводі, але для повної впевненості в надійності 23 жовтня були також замінені ущільнювачі на фланцях паливопроводу.
- 25 жовтня НАСА офіційно підтвердило, що старт «Діскавері» STS-133 відбудеться 1 листопада о 20:40 за Гринвічем (16:40 місцевого часу). Передстартовий відлік почнеться 29 жовтня о 19 годині за Гринвічем.
- 28 жовтня екіпаж шатлу «Діскавері» прибув на космодром мису Канаверал. Астронавти прилетіли на літаках «Northrop T-38 Talon».
- 29 жовтня в правій системі орбітального маневрування було виявлено витік гелію. Для усунення несправності потрібно, принаймні, добу. Старт «Діскавері» перенесено на 2 листопада о 20:17 за Гринвічем. Стартовий відлік повинен початися 30 жовтня о 18 годині. Відповідно переносяться: з'єднання з МКС на 4 листопада о 16:11, розстикування — на 11 листопада о 10:5, приземлення — на 13 листопада о 15:5. Виходи у відкритий космос астронавтів Копра і Дрю переносяться з 5 і 7 листопада на 6 і 8 листопада. Сприятливий для запуску шатла вікно простягається до 7 листопада. Наступне сприятливе вікно відкриється 1 грудня.
- 30 жовтня ухвалено рішення перенести старт шатла «Дискавері» ще на добу, щоб дати можливість інженерам провести ремонт і повне тестування герметичності системи подачі гелію, у якій напередодні було виявлено витік. Старт повинен відбутися 3 листопада о 19:52 за Гринвічем. Стартовий відлік почнеться 31 жовтня о 18 годині. Стиковка з МКС має відбутися 5 листопада о 16:36, розстикування — 12 листопада о 9:2, приземлення — 14 листопада о 13:59. Виходи у відкритий космос повинні відбутися 7 і 9 листопада.
- 31 жовтня інженери провели успішний ремонт і повну перевірку герметичності системи подачі гелію в правій системі орбітального маневрування «Діскавері». О 18 годині за Гринвічем (14 годин місцевого часу) на космодромі мису Канаверал почався передстартовий відлік для останнього космічного польоту шатлу «Діскавері». Відповідно до метеопрогнозом на 3 листопада ймовірність сприятливої для старту погоди в районі космодрому складає 70 %.
- 2 листопада старт «Діскавері» затриманий, принаймні, на добу. Передстартовий зворотний відлік призупинено. Старт переноситься на 4 листопада о 19:29. У понеділок (1 листопада) були виявлені збої в роботі резервного комп'ютера головної рухової установки № 3 шатла. Інженери досліджують причини виниклих збоїв, а також можливість запуску шатла «як є» або необхідності ремонту комп'ютера. У той же час, до району космодрому наближається грозовий фронт з низькою хмарністю і дощами. Метеопрогноз на четвер 4 листопада дає тільки 30 %, що погода на мисі Канаверал буде сприятливою для старту «Діскавері». На п'ятницю 5 листопада ймовірність сприятливої погоди становить 70 %. Якщо старт відбудеться 4, тоді з'єднання з МКС має відбутися 6 листопада о 15:29, розстикування — 13 листопада о 10:27, приземлення — 15 листопада о 15:25.

Наступні можливості для старту «Діскавері» :
- 5 листопада — 19:04
- 6 листопада — 18:41
- 7 листопада — 18:15
- 3 листопада прийнято рішення, що старт шатла «Дискавері» має відбутися у четвер, 4 листопада о 19:29. Збої в резервному комп'ютері більше не повторювалися. Фахівці НАСА вважають, що «Діскавері» може стартувати без заміни комп'ютера, безпеки астронавтів ніщо не загрожує. Немає технічних проблем для старту, але погода в районі космодрому гіршає. 4 листопада очікується дощ і низька хмарність, ймовірність сприятливої для старту погоди становить 20 %. 5 і 6 листопада очікується сильний вітер, ймовірність сприятливої для старту погоди збільшиться до 40 %.
- 4 листопада низька хмарність і дощ змусили керівництво НАСА скасувати призначений на 4 листопада старт і перенести його на 5 листопада о 19:4 за Гринвічем. Керівники польоту зустрінуться завтра о 5 годині ранку, щоб уточнити дані погодних умов. Якщо старт відбудеться 5, то стиковка з МКС повинна буде відбутися 7 листопада о 15:55, розстикування — 14 листопада о 9:21і, приземлення — 16 листопада о 14:16.

Прогноз погоди на 5 листопада також несприятливий, хоча дощ повинен закінчитися, але очікується посилення вітру до 9 м/с з поривами до 13 м/с. Наступні можливості для старту «Діскавері» :
- 6 листопада — 18:41, ймовірність сприятливої погоди 40 %.
- 7 листопада — 18:15, ймовірність сприятливої погоди 70 %.
- 8 листопада — 17:52, ймовірність сприятливої погоди 90 %.
- 5 листопада в 10 годин, відповідно до графіка підготовки до старту, почалося закачування рідких кисню і водню в зовнішній паливний бак «Діскавері». О 11:57 було виявлено витік рідкого водню в місці приєднання семидюймового паливопроводу до зовнішнього паливного бака. О 12:11 ухвалено рішення про припинення закачування палива та про скасування старту. Для усунення витоку знадобиться, принаймні, 48 годин, бо це пов'язано з тим, що необхідно продути величезний зовнішній паливний бак. Наступна спроба старту могла б відбутися не раніше понеділка, 8 листопада о 17:53. Це була б остання спроба запуску «Діскавері» в поточному вікні. Наступне вікно для старту «Діскавері» відкриється 30 листопада. Можливості для старту: 30 листопад о 9:05 і 1 грудня о 8:40.

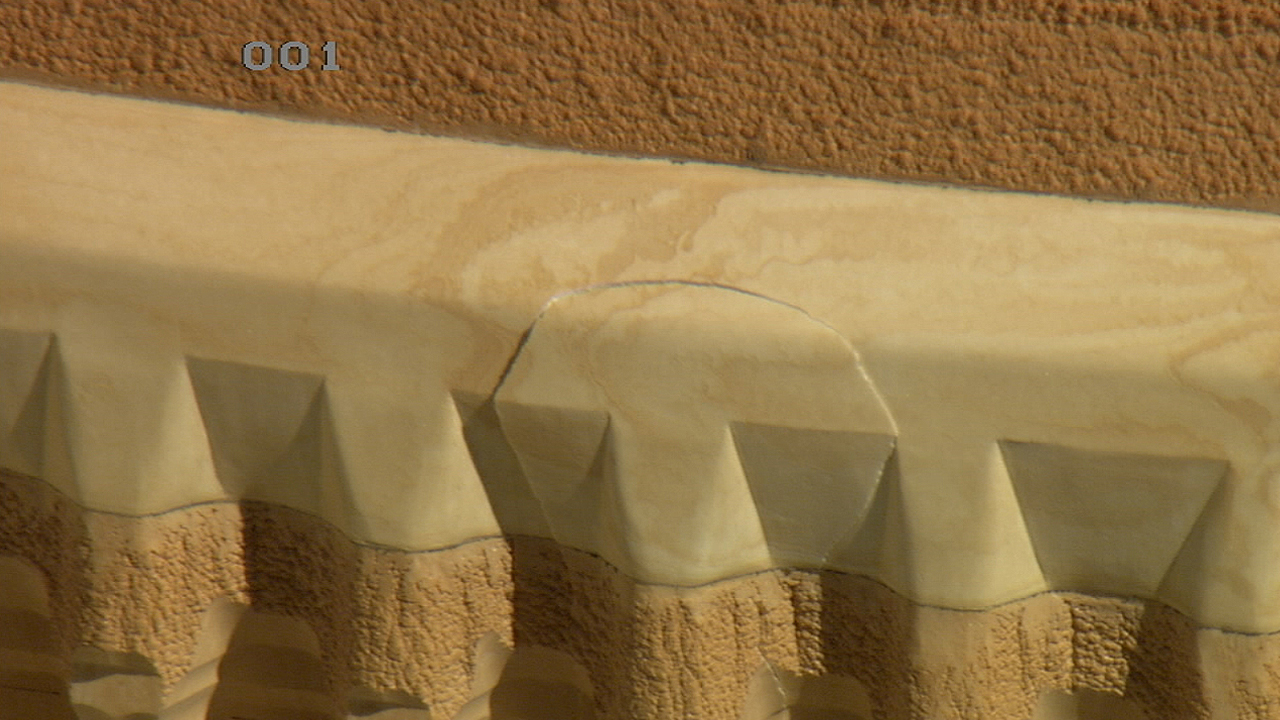
Тріщина на теплоізолюючому покритті зовнішнього паливного бака

О 16:30, після того як зовнішній паливний бак був звільнений від залишків рідких кисню і водню, була виявлена Восьмидюймовий тріщина на теплоізолюючому покритті бака. Інженери припускають, що ця тріщина виникла від великого перепаду температури: від температури рідкого палива до температури навколишнього повітря. Це пошкодження не вдасться усунути до 7 листопада, коли закривається поточне, сприятливе для запуску вікно. О 16:40 оголошено, що старт «Діскавері» переноситься в наступну сприятливе тимчасове вікно. Старт відбудеться не раніше 30 листопада о 9:5 за Гринвічем. Увечері, 5 листопада, астронавти екіпажу «Діскавері» вирушають у Х'юстон, у центр підготовки.

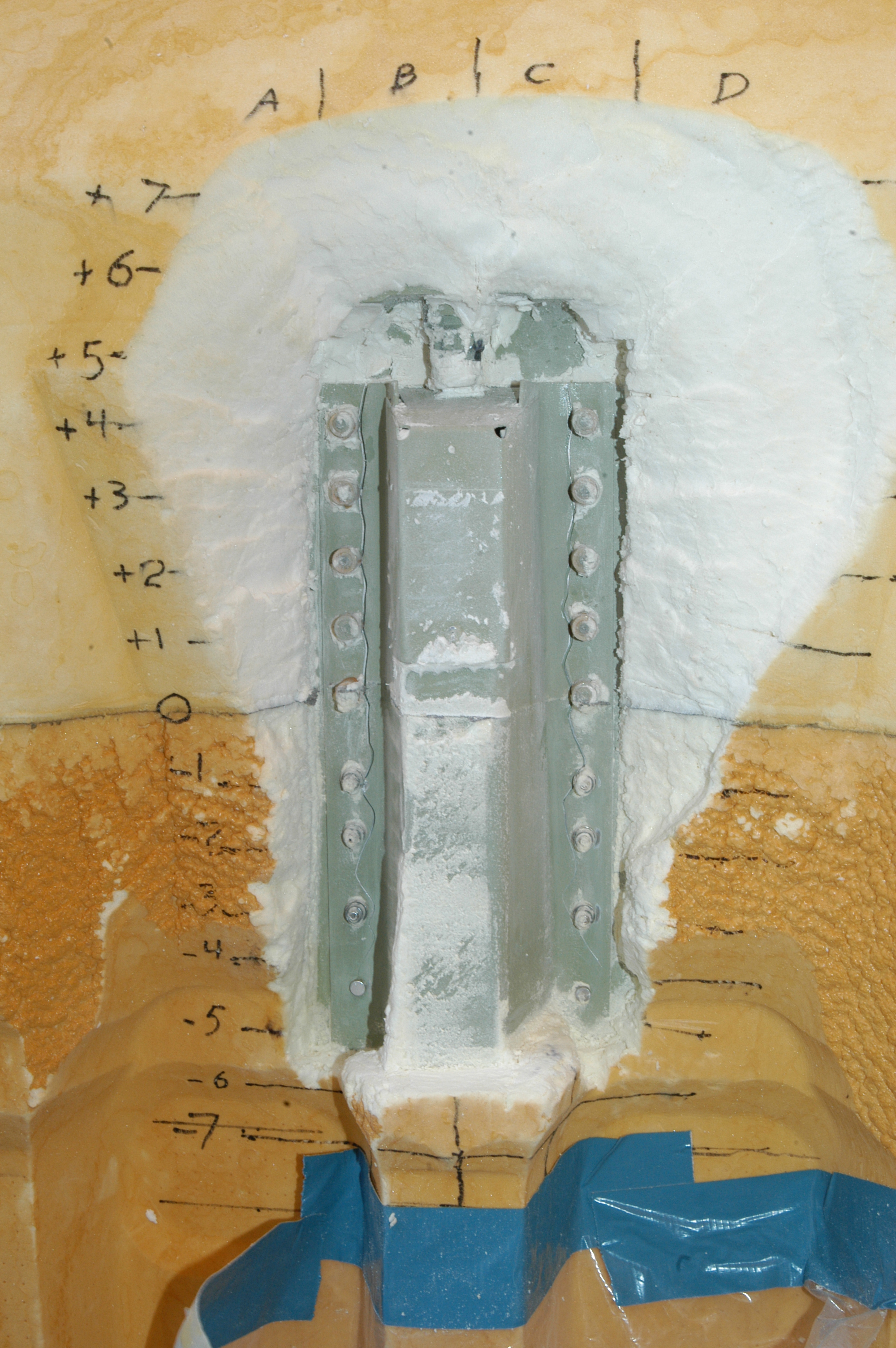
Тріщина на ребрі жорсткості

- 11 листопада. Фахівці НАСА продовжують ремонтні роботи на зовнішньому паливному баку. Був розібраний вентиль системи подачі рідкого водню. Фахівці виявили нерівномірно здавлену прокладку, яка, ймовірно, і стала причиною витоку рідкого водню під час заправки 5 листопада. Дослідження тріщини на теплоізолюючому покритті бака показали, що причиною її виникнення стали деформація і тріщина на ребрі жорсткості, що перебуває під теплоізоляцією. Це виявилося після того, як була видалена пошкоджена область теплоізоляції. Довжина тріщини приблизно 23 см. Раніше фахівці НАСА вже стикалися з такими ушкодженнями. Всі пошкодження можуть бути усунені на стартовому майданчику. Фахівці НАСА запевняють, що всі пошкодження будуть усунені до кінця поточного тижня, і старт «Діскавері» 30 листопада цілком реальний.
- 12 листопад. Після видалення теплоізолюючого пінного покриття зовнішнього паливного бака навколо пошкодженого ребра жорсткості, були виявлені тріщини ще на двох сусідніх ребрах жорсткості. Довжина тріщин приблизно 8 см. Подібні тріщини виявлялися і раніше, починаючи з 1998 року, коли ребра жорсткості на ребристою частини зовнішнього паливного бака, яка розташовується між баками для рідких кисню і водню. З 1998 року ребра жорсткості стали виготовляти з нового легшого, але і крихкішого сплаву алюмінію і літію. Відтоді було виявлено 29 тріщин на ребрах жорсткості вісімнадцяти зовнішніх паливних баків, у тому числі баків для польотів «Діскавері» STS-133 і «Атлантіс» STS-135.
- 18 листопада оголошено, що старт «Діскавері» відбудеться не раніше 3 грудня. Перенесення старту обумовлений тим, що фахівцям НАСА необхідно додатковий час для ремонту зовнішнього паливного бака, а також для перевірки відремонтованої системи закачування рідкого водню. Час старту третього грудня — 7:52 за Гринвічем (2:52 за часом космодрому на мисі Канаверал). Передстартовий зворотний відлік повинен включитися 30 квітня о 6:00 за Гринвічем. Сприятливе вікно для запуску шатла простягається до 6 грудня. Якщо старт не відбудеться до 6 грудня, то він буде перенесений на лютий 2011 року. Чи відбудеться стартує 3 грудня керівництво НАСА має підтвердити 29 листопада. Якщо старт відбудеться 3 грудня, то стиковка з МКС повинна буде відбутися 5 грудня в 4 години, розстикування — 11 грудня о 23 годині, приземлення — 14 грудня о 2:55. Сприятливий для запуску шатла вікно закривається 7 грудня, бо крайня дата від'єднання «Діскавері» від МКС — 15 грудня, коли має стартувати російський корабель «Союз ТМА-20», і який повинен пристикуватися до МКС 17 грудня. Наступне сприятливе для запуску шатла вікно відкриється 27 лютого. На січень і лютий призначені запуски японського і європейського вантажних кораблів до МКС, час підльоту яких до станції становить кілька тижнів. Щоб уникнути можливих колізій, весь цей час закрито для старту шатлів.

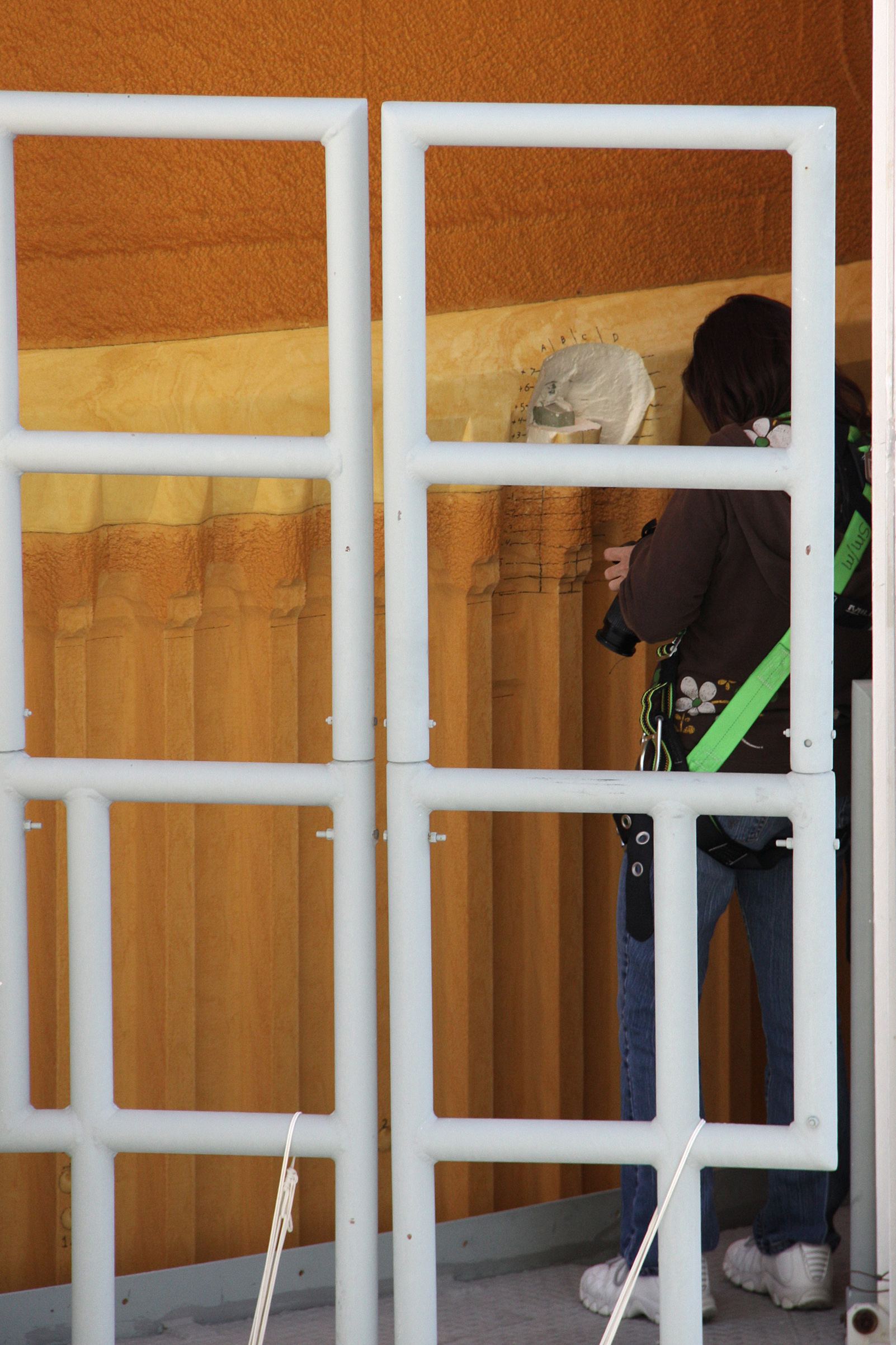
Ремонт зовнішнього паливного бака

- 23 листопада фахівці НАСА завершили ремонт зовнішнього паливного бака. Ребра жорсткості, на яких виявлено тріщини, були укріплені додатковими металевими смужками, і зверху була напилена нова теплоізолююча піна.
- 24 листопада на нараді менеджерів НАСА, на якому обговорювалося готовність шатла «Дискавері» до польоту, після завершення ремонту зовнішнього паливного бака і системи заправки, ухвалено рішення про затримку старту, принаймні, до 17 грудня, а можливо і перенесення старту на лютий 2011 року.

17 грудня — це дата стикування російського корабля «Союз ТМА −20» з МКС. Час можливого старту 17 грудня — 20:52 за часом космодрому на мисі Канаверал. Це час відповідає 1:52 18 грудня по Гринвічу. Однією з причин затримки старту є те, що причина появи тріщин на поверхні зовнішнього паливного бака так і не знайдена.

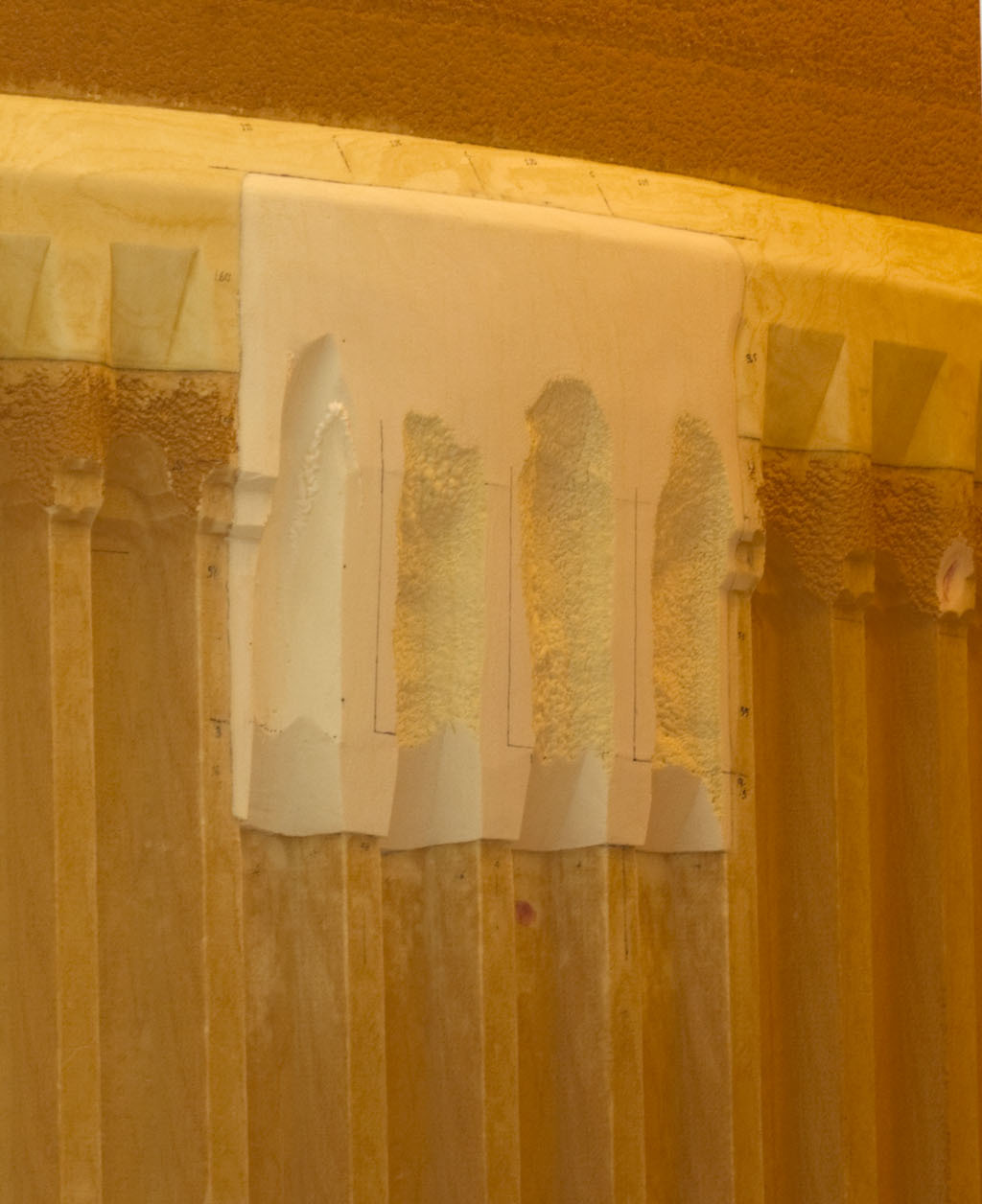
Оновлена теплоізоляція на зовнішньому паливному баку

Імовірно, тріщини з'являються під впливом екстремально низької температури, під час закачування в паливний бак рідких кисню і водню. Якщо старт відбудеться 17 грудня, тоді з'єднання з МКС має відбутися 19 грудня о 22 годині за Гринвічем, розстикування — 26 грудень, приземлення — 28 грудня о 20:55. У цьому випадку, астронавтам проводитимуть різдвяні свята на орбіті. Старт «Діскавері» може відбутися до 20 грудня. Старт після 20 грудня означає, що «Діскавері» повинен зустрічати новий рік у космосі, чого ще не траплялося в історії польотів шатлів. Причина в тому, що в програмному забезпеченні комп'ютерів шатлів не передбачена можливість зміни року.
- 3 грудня старт «Діскавері» перенесено на наступний рік і відбудеться не раніше 3 лютого 2011 року, час старту — 6:34 за Гринвічем. Сприятливий для запуску шатла вікно простягається з 3 по 10 лютого. Якщо старт відбудеться 3 лютого 2011 року, тоді х'єднання з МКС має відбутися 5 лютого о 2:41, розстикування — 11 лютого о 21:35, приземлення — 14 лютого о 1:00 38 хвилин. Підстава для перенесення старту — неясність з причинами виникнення тріщин на зовнішньому паливному баку. Інженерам НАСА необхідно більше часу для з'ясування цих причин і проведення випробувань, щоб бути впевненими в безпеці астронавтів шатла. Імовірно: тріщини на ребрах жорсткості зовнішнього паливного бака можуть, у свою чергу, викликати утворення тріщин у термоізоляції і відрив шматків теплоізолюючої піни, які становлять небезпеку для теплозахисту крила і днища шатла[5][6]. Старт шатла «Індевор» STS-134, який планувався на 27 лютого 2011 року, також переноситься і повинен відбутися 1 квітня 2011 року о 7:16. Дата старту шатла «Атлантіс» STS-135 залишається без зміни — 28 червня 2011 року.
- 13 грудня через холодну погоду на мисі Канаверал (близько 0 °C), пробна заправка зовнішнього паливного бака перенесена з середи, 15 грудня, на п'ятницю, 17 грудня. Пробна заправка буде повністю аналогічна реальної передстартової заправці. У ході випробувань у зовнішній паливний бак будуть залиті 1,9 млн л (0,5 млн галонів) рідкі кисень (температура −183 °C) і водень (температура — 253 °C). У районі ребристої поверхні зовнішнього паливного бака встановлені 39 тензодатчиків і 50 датчиків температури. За допомогою стереокамер, які спрямовані на тисячі точок, намальованих на поверхні бака, вимірюватиметься деформація конструкцій бака під дією наднизької температури. Проаналізувавши інформацію, отриману під час пробної заправки, фахівці НАСА повинні отримати повну картину появи тріщин на ребристої поверхні корпусу паливного бака. У ході випробувань буде перевірена надійність додаткових металевих профілів, які були накладені на ребра жорсткості з тріщинами. Під час пробної заправки також буде перевірена відремонтована система заправки, у якій було виявлено витік під час спроби старту 5 листопада. Менеджери НАСА ухвалили рішення, що після пробної заправки (21 або 22 грудня) шатл «Діскавері» в зв'язці з зовнішнім паливним баком і твердопаливними прискорювачами буде перевезений зі стартового майданчика назад у будівлю вертикальної збірки. У будівлі вертикальної збірки будуть проведені додаткові перевірки і, якщо буде потрібно, ремонтні роботи. У середині січня 2011 року (імовірно 14 січня) комплекс Космічний човник буде знову перевезений на стартовий майданчик 39А, де продовжиться підготовка до призначеного на 3 лютого 2011 стартує[7].
- 17 грудня проведена пробна заправка зовнішнього паливного бака. Заправка тривала майже три години, з 7 години до 10 години місцевого часу. У бак було залито 1,9 млн л рідких кисню і водню. Заправка пройшла успішно, не було зафіксовано ніяких витоків. З 14:45 до 17:00 рідкі кисень і водень були злиті з зовнішнього паливного бака[8].
- 21 грудня перевезення «Діскавері» в будівлю вертикальної збірки призначена на 22 грудня о 3 годині за Гринвічем (21 грудня о 22 годині за часом космодрому).
- 22 грудня шатл «Дікавері» перевезений зі стартового майданчика в будівлю вертикальної збірки. Перевезення почалася о 3:48 за Гринвічем (21 грудня о 22:48 за часом космодрому) і закінчилася в 12 годин. «Діскавері» рівно три місяці провів на стартовому майданчику «39А», куди він був вивезений для підготовки до Планувалося 1 листопада старту. У будівлі вертикальної збірки, за допомогою рентгенівської діагностичної апаратури, будуть проведені додаткові обстеження конструкції зовнішнього паливного бака. Це був двадцятий випадок (у тому числі шостий для шатлу «Діскавері»), коли шатл повертається зі стартового майданчика в будівлі вертикальної збірки[9].
- 30 грудня в результаті обстеження за допомогою рентгенівської діагностичної апаратури та рентгенівського сканера зворотного розсіювання

були виявлені ще чотири невеликі тріщини на трьох ребрах жорсткості, розташованих на протилежній від шатла стороні зовнішнього паливного бака. Інженери НАСА вважають, що на ремонт пошкоджених ребер потрібно 2—3 дні, і що це не повинно привести до затримки старту, призначеного на 3 лютого.

### 2011 рік

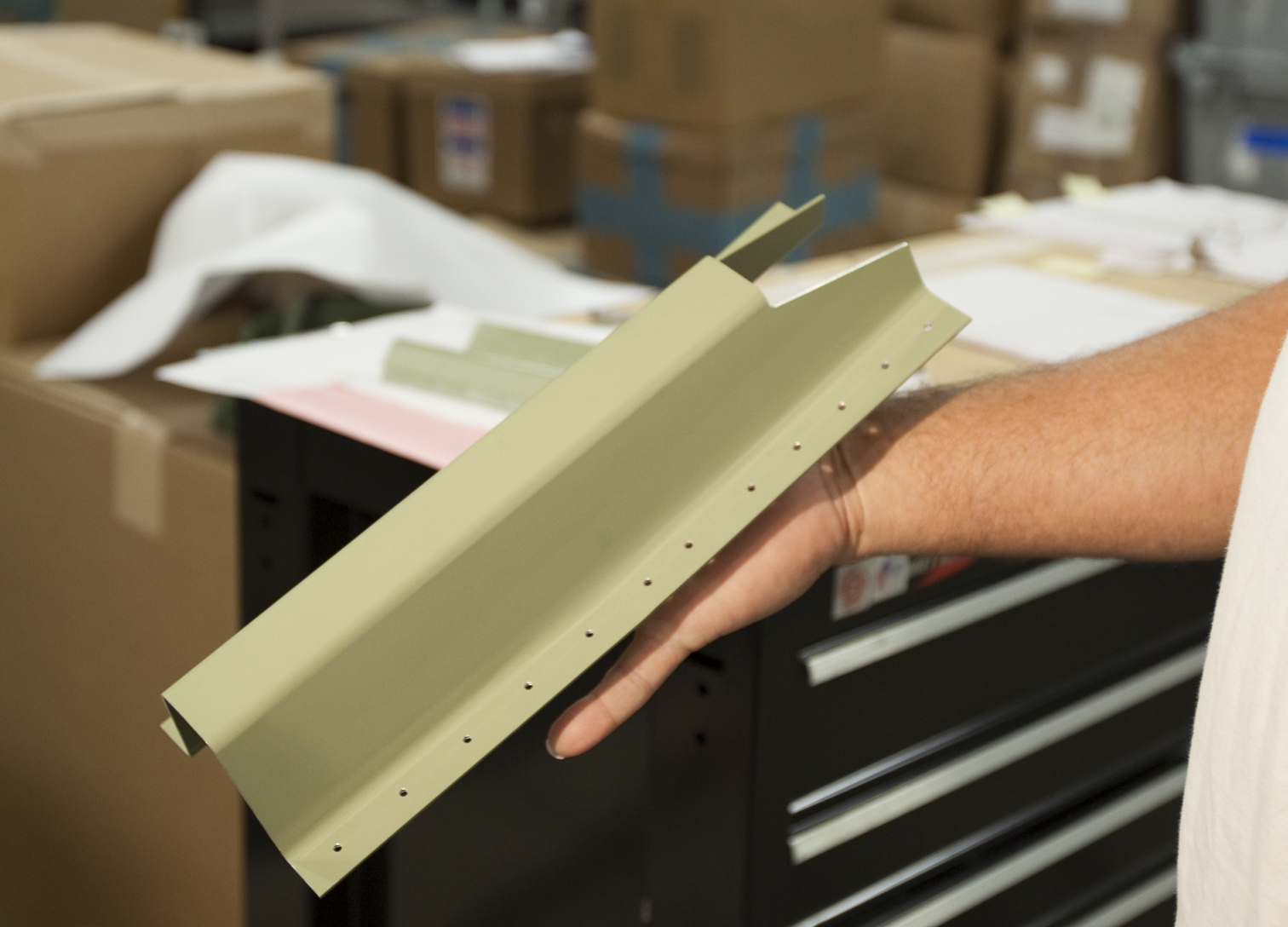
Металевий профіль для посилення ребер жорсткості

- 3 січня триває ремонт ребер жорсткості, на яких виявлено тріщини. Ці ребра посилюються металевими смужками, що мають профіль, що збігається з профілем ребер. Такі профільні смужки накладаються і закріплюються зверху на ребрах. Інженери НАСА вирішили, за допомогою таких профільних смужок, зміцнити додатково ще 34 ребер жорсткості. У цілому 39 ребер жорсткості будуть посилені профільними смужками. Всього на зовнішньому паливному баку 108 ребер, які несуть основне навантаження під час старту, бо вони перебувають на оболонці паливного бака між верхнім баком з рідким киснем і нижнім баком з рідким воднем. Всього 69 ребер жорсткості залишаються без накладених профільних смужок. Обговорюється варіант посилення частин поверхні зовнішнього паливного бака, до яких кріпляться твердопаливні прискорювачі, за допомогою додаткових металевих дужок, встановлених зверху на ребрах жорсткості. На виконання такої роботи потрібно близько тижня часу. Якщо в четвер (6 січня) рішення про таке додаткового ремонту буде прийнято, то це, майже напевно, призведе до зсуву старту «Діскавері», принаймні, до 27 лютого[11].
- 6 січня керівники програми «Космічний човник» прийняли рішення про перенесення старту «Діскавері» на кінець лютого. Перенесення старту викликаний тим, що для завершення ремонтних робіт на зовнішньому паливному баку фахівцям НАСА необхідно додатковий час. Фахівці НАСА все ще не можуть однозначно назвати причину виникнення тріщин на зовнішньому паливному баку. Наступне сприятливе для запуску вікно відкривається 27 лютого. Ця дата пов'язана з запуском другого європейського вантажного корабля «Йоганн Кеплер», старт якого запланований на 15 лютого, і стиковка з МКС — на 26 лютого. Розглядається варіант скорочення проміжку часу між стартом і стикуванням європейського вантажівки. Це дозволило б запустити «Діскавері» раніше, ніж 27 лютого (імовірно 24 лютого). Дата старту буде названа на наступний четвер, 13 січня, на засіданні в космічному центрі імені Джонсона в Х'юстоні. Перенесення старту «Діскавері» STS-133 тягне за собою також перенесення старту шатлу «Індевор» STS-134 з 1 квітня на кінець квітня (орієнтовно на 28 квітня)[12].
- 10 січня фахівці НАСА ухвалили рішення зміцнити також залишилися, ще не укріплені, 69 ребер жорсткості на оболонці зовнішнього паливного бака. Для посилення ребер жорсткості на них будуть встановлені металеві профілі[13].
- 11 січня. Керівництво НАСА домовилося з ЄКА і Роскосмос ом про перенесення дати стикування європейського вантажівки «Йоганн Кеплер» з 26 на 23 лютого. Це дозволяє запустити шатл «Діскавері» 24 лютого, час старту 21:50:13 за Гринвічем (16:50:13 за часом космодрому на мисі Канаверал). Дата і час приземлення — 7 березня 16:54. Фахівці НАСА встановили, що кілька ребер жорсткості зовнішнього паливного бака, у тому числі і ребра, на яких були виявлені тріщини, були виготовлені з неякісного алюміній- літієвого сплаву. На ребрах, виготовлених з неякісного сплаву, видно сірі плями, які вказують на структурну неоднорідність матеріалу. Ця структурна неоднорідність виникла в результаті порушення технології при виготовленні сплаву і стала причиною зниження опірності до руйнування до 65 % від нормального значення. Заплановано закінчити на 23 січня Ремонт зовнішнього паливного бака. Після цього «Діскавері» буде знову вивезений на стартовий майданчик[14].
- 13 січня менеджери НАСА призначили дату і час старту «Діскавері» — 24 лютого о 21:50 13 секунд (16:50:13 за часом космодрому), стиковка з МКС 26 лютого о 18 годині, повернення на землю — 7 березня о 16:54. Два виходи у відкритий космос плануються на 28 лютого і 2 березня[15].
- 15 січня астронавт Тім Копра травмований під час їзди на велосипеді. Подробиці про травму не повідомляються, посилаючись на заборону розголошення персональних відомостей про здоров'я. Тім Копра — основний астронавт для виходів у відкритий космос під час польоту «Діскавері» STS-133. Тепер[коли?] екіпажі шатлів готуються без дублерів. Якщо травма Копра не дозволить йому повноцінно брати участь у польоті, то доведеться готувати заміну, що безумовно призведе до затримки старту «Діскавері»[16].

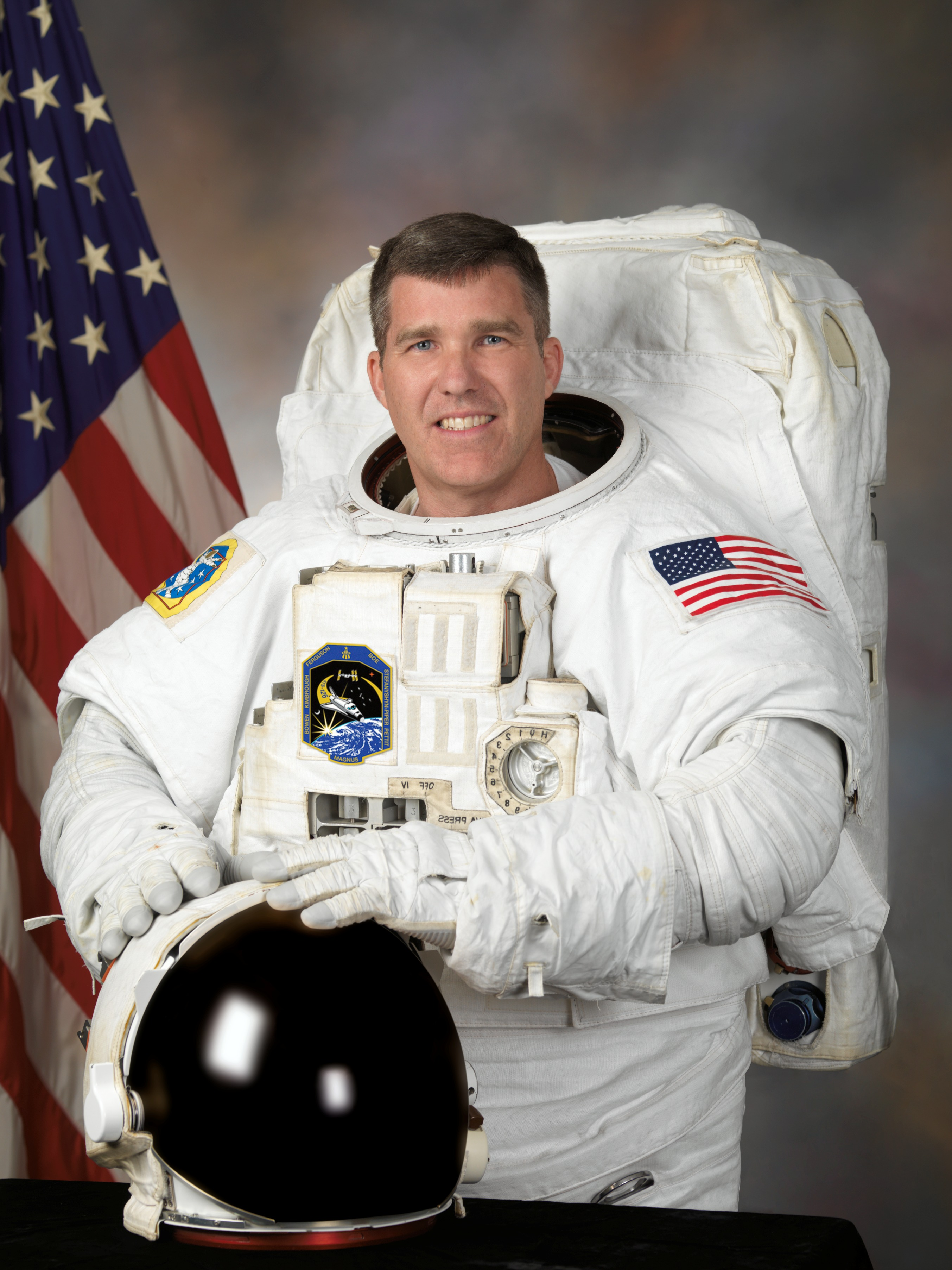
Стівен Боуен

- 19 січня. Травмованого астронавта Тімоті Копра (за неофіційними даними у Копра перелом стегна) в екіпажі «Діскавері» замінює Стівен Боуен. Боуен здійснив два космічні польоти: у листопаді 2008 року в екіпажі «Індевор» STS-126 і в травні 2010 року в екіпажі «Атлантіс» STS-132. У загальній складності Стівен Боуен зробив п'ять виходів у відкритий космос, три в листопаді 2008 року і два в травні 2010 року. Майбутній політ буде третім у кар'єрі Боуена[17].
- 28 січня Ремонт зовнішнього паливного бака закінчений. На вечір понеділка (20 годин 31 січня місцевого часу, 1 годині ночі 1 лютого по Гринвічу) призначено повернення «Діскавері» на стартовий майданчик для підготовки до старту 24 лютого[18].
- У ніч з 31 січня на 1 лютого шатл «Діскавері» повернувся на стартовий майданчик. Вивів «Діскавері» з будівлі вертикальної збірки розпочався 1 лютого о 0:58 за Гринвічем (31 січня о 19:58 за часом космодрому на мисі Канаверал). 1 лютого о 7:55 «Діскавері» знову встановлений на стартовому майданчику. Передстартовий зворотний відлік повинен початися 21 лютого 20 годин, старт — 24 лютого о 21:50:19 секунд[19].
- 18 лютого офіційно оголошено, що місія «Діскавері» STS-133 стартує 24 лютого о 21:50 за Гринвічем (16:50 за місцевим часом)[20]. Стиковка з МКС заплановано 26 лютого о 19:16, розстикування — 5 березня о 12:44, приземлення — 7 березня о 17:44. НАСА продовжує переговори з Роскосмосом про можливе обльоті і фотографуванні комплексу МКС і стикованими до неї шатлом «Діскавері», російськими кораблями «Союз» і «Прогрес», а також європейським і японським вантажівками. Обговорюється варіант обльоту комплексу кораблем «Союз ТМА-1М». Обліт на кораблі «Союз» мають здійснити російські космонавти Олександр Калера і Олег Скрипочка і американський астронавт, командир, що перебуває нині[коли?] на станції 26-го екіпажу МКС, Скотт Келлі. Рішення про здійснення такого обльоту буде прийнято вже після припасування у «Діскавері» до МКС. Якщо рішення про обльоті буде прийнято, то він повинен відбутися 5 березня, у цьому випадку «Діскавері» залишиться в пристикувався до МКС на добу довше, відповідно повернення на землю буде перенесено на 8 березня о 16:35[21].
- 20 лютого екіпаж «Дискавері» прибув з Х'юстона в космічний центр імені Кеннеді для безпосередньої підготовки до старту, призначеного на 24 лютого. 21 лютого 20 годин за Гринвічем розпочнеться передстартовий зворотний відлік[22].

- 21 лютого в 20 годин за Гринвічем почався зворотний передстартовий відлік. Ймовірність сприятливою для старту погоди в четвер (24 лютого) становить 80 %, у п'ятницю (25 лютого) і суботу (26 лютого) — 70 % і 60 % відповідно.

## Опис польоту

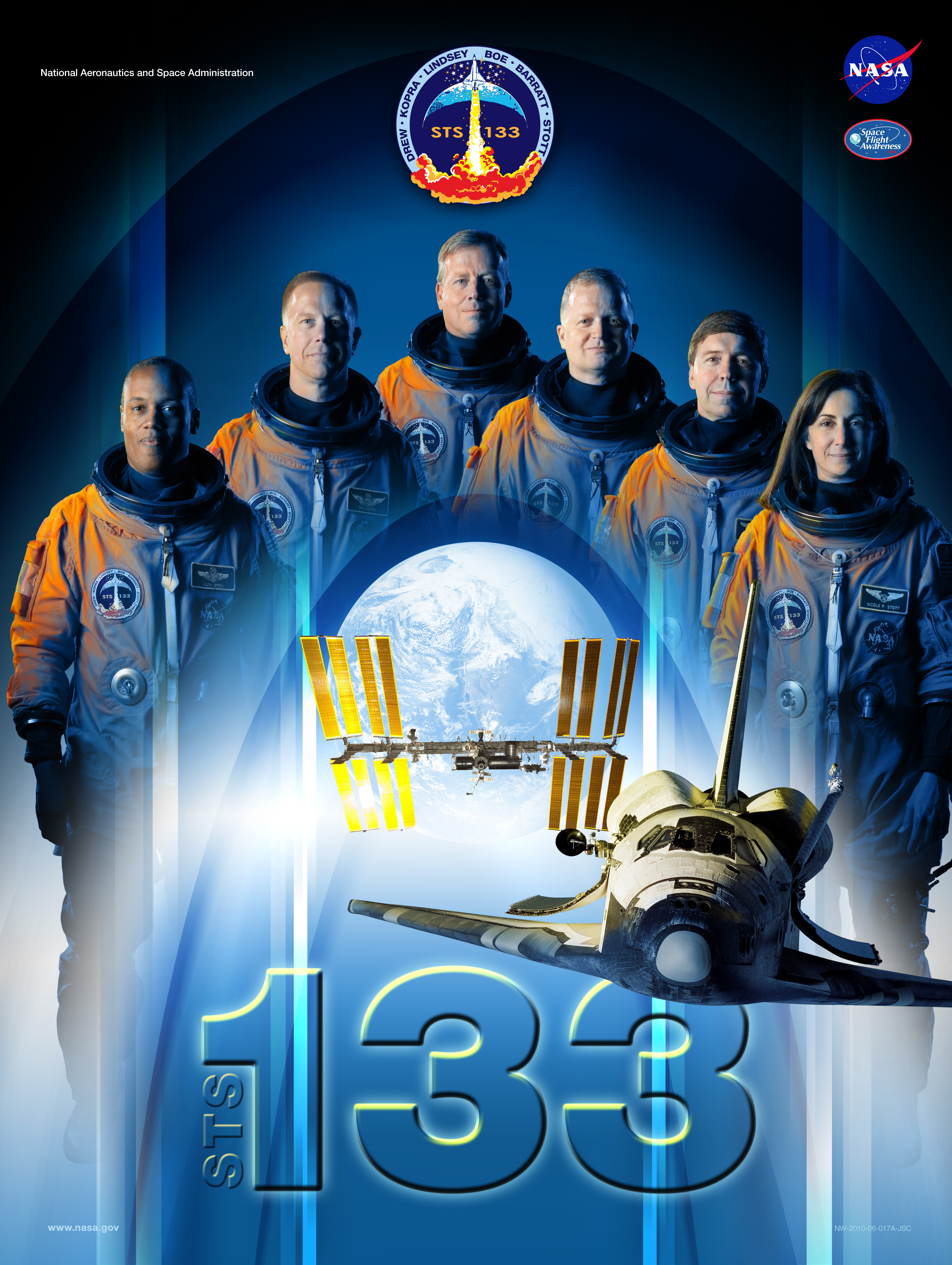
Плакат місії

### Старт і перший день польоту
21:53 24 лютого — 03:50 25 лютого
На основі останніх даних про параметри орбіти МКС розраховано часове вікно для старту: 21:47:25 — 21:53:27. Офіційний час старту — 21:50:27.
24 лютого о 12:25 почалося закачування рідких кисню і водню в зовнішній паливний бак. Закачування півмільйона галонів палива триває близько трьох годин. Зовнішній паливний бак складається з двох частин: верхню третину займає бак для рідкого кисню, нижні дві третини займає бак для рідкого водню. Обсяг кисневого бака — 540 000 л, а водневого — 1 457 000 л. Температура рідкого кисню −148 °C, рідкого водню −217 °C. О 15:19 закачування палива в зовнішній паливний бак була закінчена.
О 15:59 надійшло повідомлення, що європейський вантажний корабель «Йоганн Кеплер» успішно пристикувався до МКС. Це означає, що шлях до МКС для «Діскавері» — вільний.
Після закачування палива в зовнішній паливний бак, за допомогою інфрачервоних сканерів були обстежена зовнішня поверхня бака на предмет виявлення льоду і можливих витоків.
Погода на мисі Канаверал залишається сприятливою для старту «Діскавері». Сприятлива погода також і в районах можливої аварійної посадки шатла: у Сарагосі і на військово — повітряній базі Морон (Іспанія).

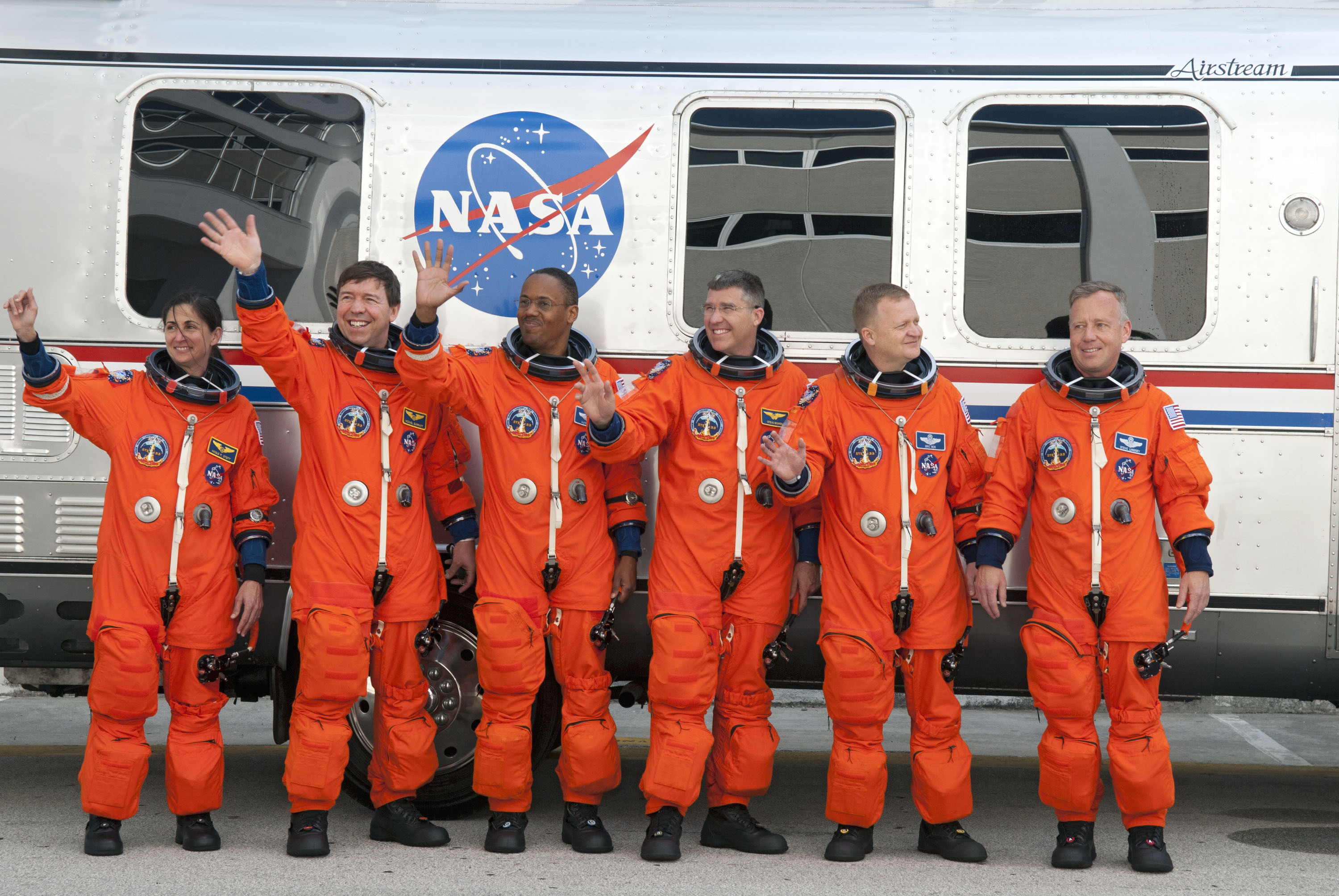
Екіпаж «Діскавері» перед посадкою в автобус

У 18 годин астронавти екіпажу «Діскавері» одягнені в скафандри почали посадку в спеціальний автобус, у якому вони вирушають до старту. О 18:16 автобус під'їхав до стартового майданчика, астронавти на ліфті піднялися до люка для посадки в шатл. Першим у кабіну «Діскавері» увійшов командир Стівен Ліндсі, за ним пішли Майкл Барратт, Ерік Боу, Стівен Боуен, Ніколь Стотт і Елвін Дрю. О 19:25 все астронавти були на своїх місцях. О 20 годині люк «Діскавері» — закритий.
На підставі останніх даних про параметри орбіти МКС розраховане тимчасове вікно для старту: 21:47:25 — 21:53:27. Офіційний час старту — 21:50:27.
О 21:10 обслуговчий персонал покинув стартовий майданчик.
О 21:27 стався збій у комп'ютері центру управління запусками ВВС. Керівник старту Майк Лайнбах (англ. Mike Leinbach) вирішує продовжити передстартовий відлік до позначки 5 хвилин до старту, у надії, що за цей час збій у комп'ютері буде усунутий. Згідно з правилами НАСА: за 5 хвилин до старту всі системи повинні бути готові, інакше старт скасовується. О 21:45, за 5 хвилин до запланованого старту, збій у комп'ютері все ще не усунуто. О 21:47 збій у комп'ютері був усунутий, і о 21:53:24, з затримкою на три хвилини від запланованого часу і за три хвилини перед закриттям сприятливого для запуску вікна, «Діскавері» стартував у свій останній космічний політ.
Через 2 хвилини 10 секунд після старту відстрілу відпрацювали твердопаливні прискорювачі. Через 2 хвилини 34 секунд після старту «Діскавері» перебував на висоті 59 км, за 85 км від стартового майданчика і віддалявся зі швидкістю 5130 км/год. Через 4 хвилини після старту «Діскавері» пройшов точку неповернення, для випадку аварійної посадки на мисі Канаверал. Через 4 хвилини 20 секунд після старту «Діскавері» перебував на висоті 100 км, за 270 км від стартового майданчика і віддалявся зі швидкістю 8000 км/год. Через 6 хвилин 35 секунд після старту «Діскавері» перебував на висоті 108 км, за 720 км від стартового майданчика і віддалявся зі швидкістю 15 800 км/год.

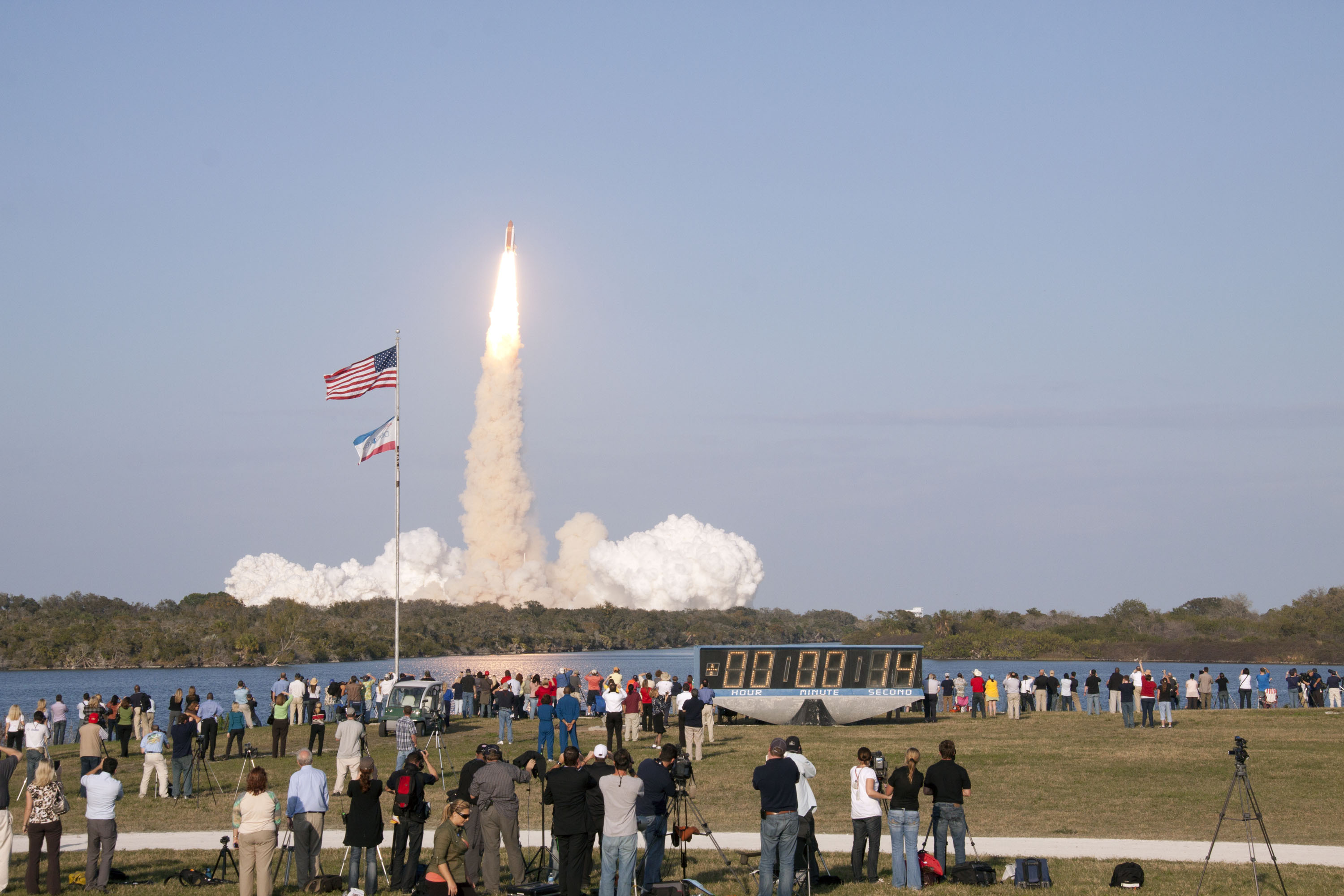
Старт «Діскавері»

О 22:2 вимкнені двигуни шатла і отстрелян зовнішній паливний бак. «Діскавері» вийшов на орбіту з апогеєм 219 км і перигеем 58 км, нахил орбіти 51,6°. Після корекції, яка була проведена через півгодини після старту, параметри орбіти склали: апогей 227 км, перигей 158 км.
О 23:26 відкритий вантажний відсік шатлу. О 23:50 розкрита антена Ku діапазону. О 1:55 астронавти почали тестувати робот- маніпулятор.
Під час старту було зафіксовано декілька шматків замерзлої ізоляції, які відірвалися від зовнішнього паливного бака і вдарилися об теплозащитное покриття шатла. Ступінь можливих пошкоджень теплозахисту буде оцінена пізніше. Але, за попередніми даними, теплозахист шатла не отримала серйозних ушкоджень.

### Другий день польоту
11:53 25 лютого — 03:53 26 лютого
Обстеження теплозахисного покриття шатла за допомогою лазерного сканеру і високорозрішаючої камери, що встановлені на подовжувачі робота-маніпулятора.

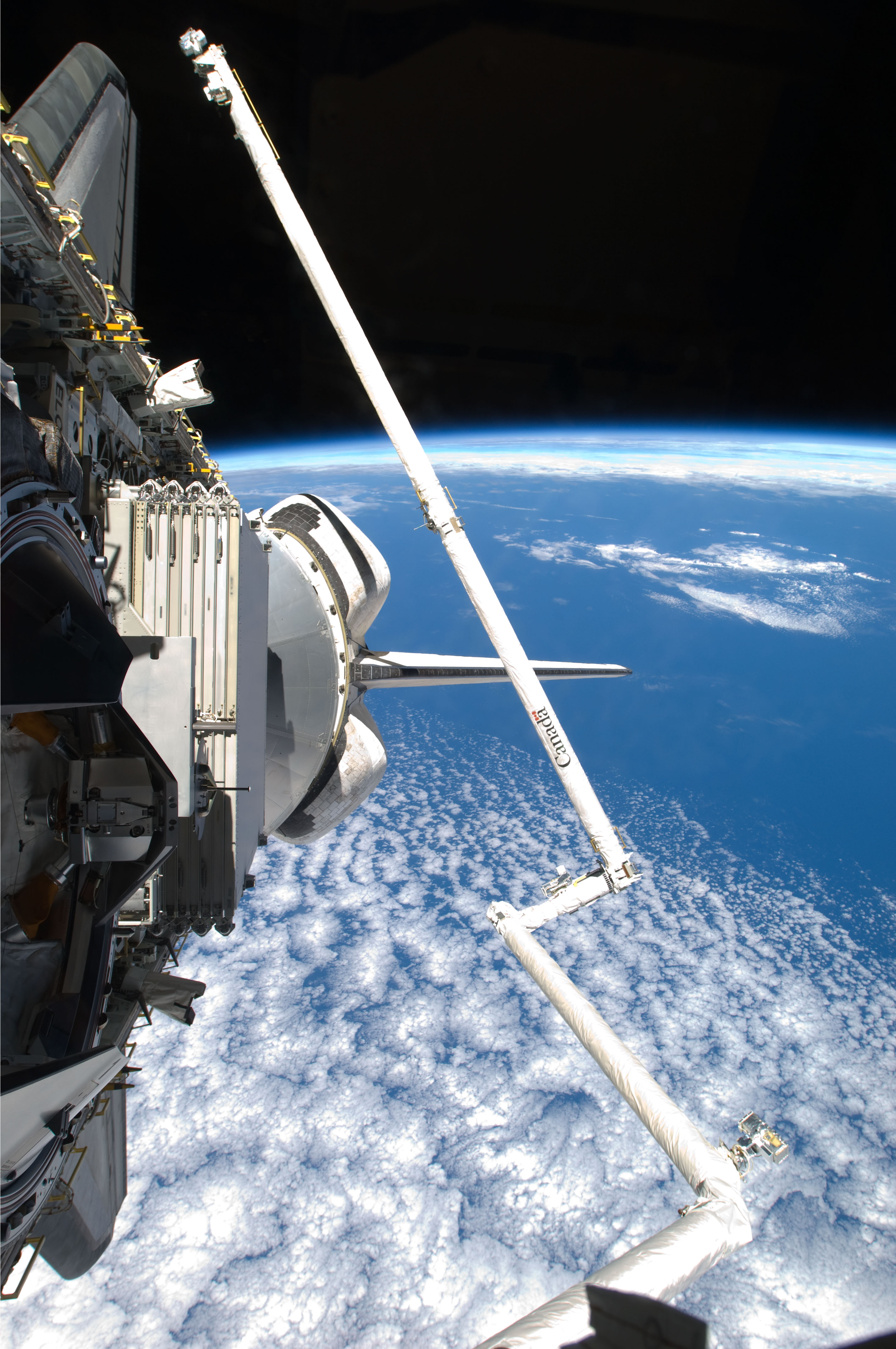
Обстеження теплозахисного покриття

О 15:20 подовжувач, з укріпленими на ньому лазерним сканером і високоразрешающей камерою, був під'єднаний до маніпулятора шатла.
О 16:45 астронавти почали обстеження правого крила шатла. О 18:40 обстеження теплозахисного покриття було продовжено на носі шатла, а з 20:30 — на лівому крилі.
О 21:40 «Діскавері» був за 10 600 км від МКС.
О 22:10 обстеження теплозахисного покриття було закінчено. Знімки, отримані під час обстеження, були передані в центр управління польотом для оцінки стану покриття фахівцями НАСА. О 22:35 подовжувач робота- маніпулятора було повернуто на своє місце у вантажному відсіку шатла.
Стівен Боуен, Алвін Дрю і Ніколь Стотт перевіряли скафандри й устаткування для виходу у відкритий космос і готували скафандри для перенесення в МКС.
О 23:35 астронавти розгорнули стикувальний вузол шатла.
Протягом дня було проведено дві коригування орбіти «Діскавері».

### Третій день польоту
«Діскавері» наблизився до МКС. О 14:17 була проведена чергова коригування орбіти шатла. О 14:42 «Діскавері» перебував за 100 км від станції. О 15:54 «Діскавері» перебував за 35 км від станції. О 16:14 «Діскавері» перебував за 18 км від станції.
Завершальна фаза зближення почалася о 16:33, коли була проведена остання коригування орбіти шатла. У цей час «Діскавері» перебував за 14 км від станції.
О 17:14 «Діскавері» був за 11 км від станції, швидкість зближення — 7 м/с. О 17:18 між екіпажами «Діскавері» і МКС встановлена голосовий зв'язок. О 17:40 «Діскавері» перебував на відстані 2,4 км від станції, швидкість зближення — 3,4 м/с. О 18 годині «Діскавері» перебував на відстані 366 м від станції, швидкість зближення — 0,5 м/с.

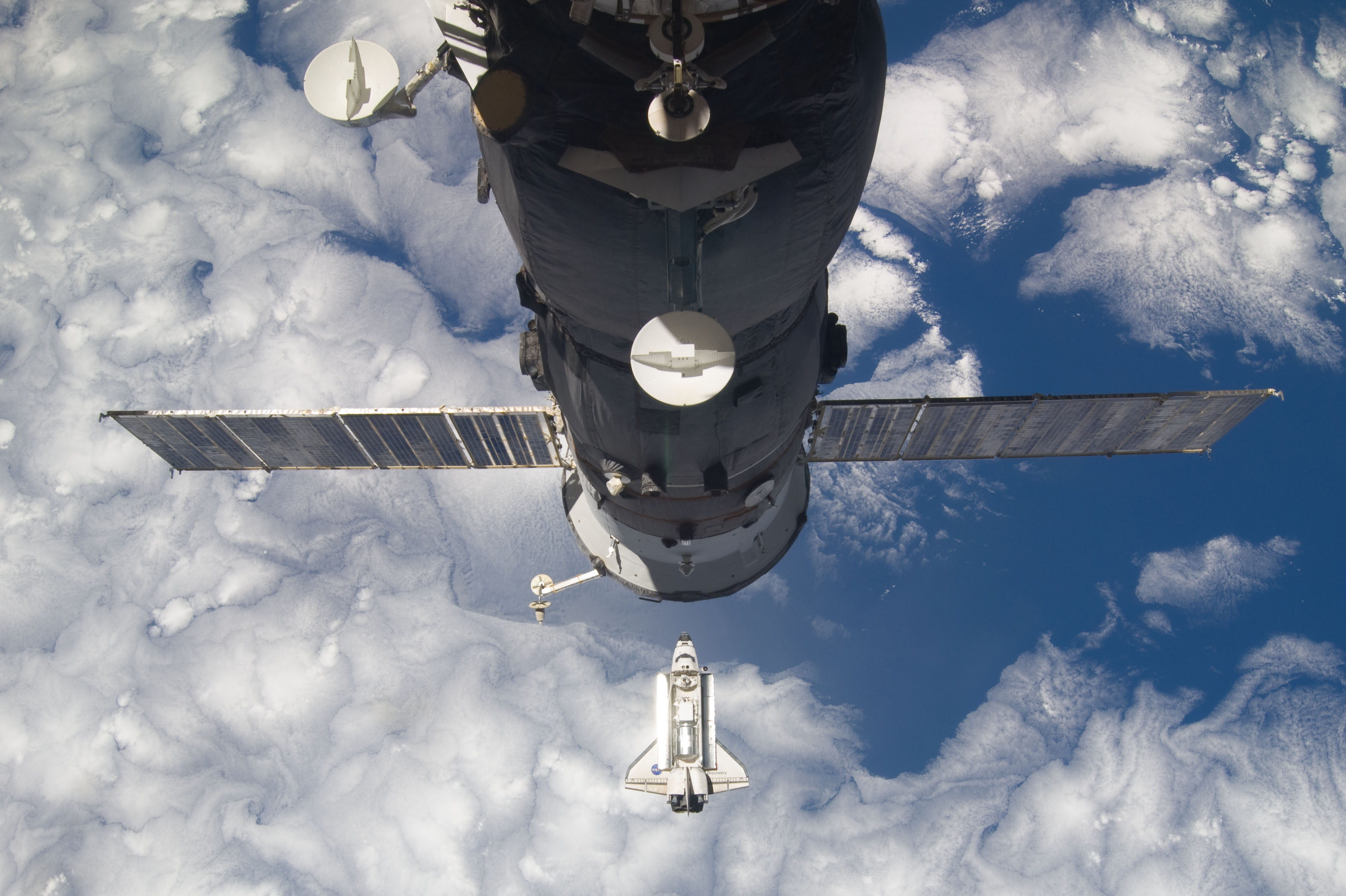
«Діскавері» наближається до МКС

О 18:12 «Діскавері» перебував під станцією на відстані 198 м від неї. У цей час «Діскавері» і МКС перебували над західним узбережжям Перу. О 18:15 під управлінням командира корабля Стівена Ліндсі, який третій раз призводить шатл до МКС, «Діскавері» почав стандартний переворот перед ілюмінаторами модуля «Зірка». Під час перевороту, астронавти МКС Кетрін Коулман і Паоло Несполі вели знімання теплозахисного покриття шатла.
Переворот був закінчений о 18:24. О 18:31 «Діскавері» перебуває перед станцією: ніс направлений у космос, корми — на Землю, розкритий вантажний відсік, у якому розташований стикувальний вузол, — на МКС. О 18:34 відстань між шатлом і станцією становить 140 м. О 18:54 відстань між шатлом і станцією становить 52 м, швидкість зближення — 0,06 м/с. О 19:2 відстань між шатлом і станцією становило 28 м, швидкість зближення — 0,05 м/с, шатл і МКС пролітали над Індійським океаном. О 19:12 відстань між шатлом і станцією становило 3 м.

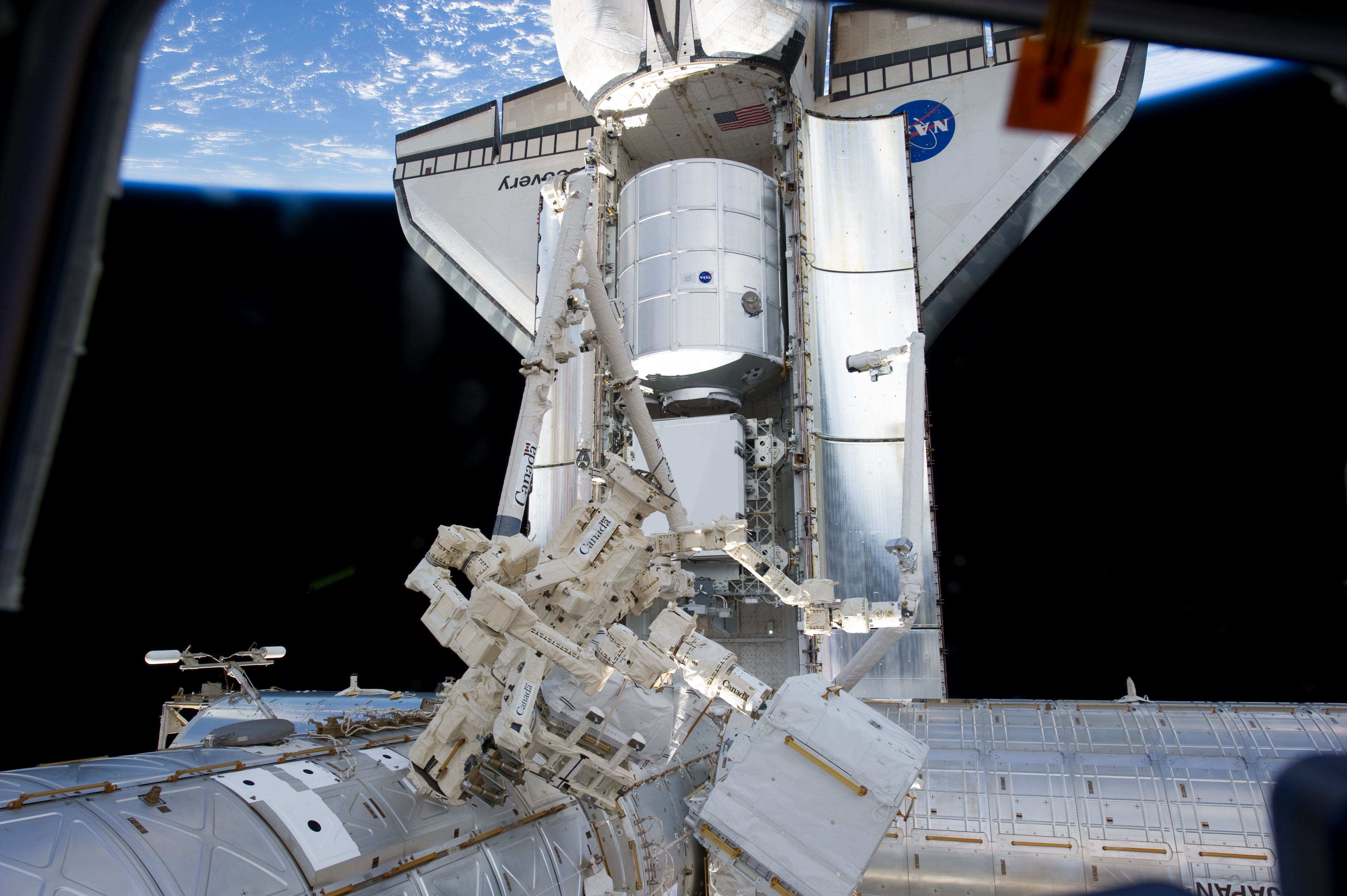
«Діскавері» пристикувався до МКС

О 19:14 «Діскавері» пристикувався до МКС. Стиковка сталася над західною Австралією.
Вперше до станції були пристиковані всі типи кораблів, які здатні літати до МКС: «Діскавері» (США), два «Союзу» і «Прогрес» (Росія), «Йоганн Кеплер» (ЄС) і HTV (Японія). Загальна вага комплексу МКС разом з з'єднаними кораблями склав 544 тонн.
О 20:40 комплекс шатл + МКС був розгорнутий на 180° так, що шатл перебуває ззаду по напрямку руху по орбіті.
О 21:16 був відкритий люк між «Діскавері» і МКС. На орбіті зустрілися екіпаж шатла і 26-й довготривалий екіпаж МКС: Скотт Келлі (командир), Олександр Калера, Олег Скрипочка, Дмитро Кондратьєв, Кетрін Коулман і Паоло Несполі.
Після короткої церемонії зустрічі астронавти продовжили роботу за планом.
Стівен Боуен і Алвін Дрю переносили в модуль «Квест» призначені для виходу у відкритий космос скафандри та інструменти.
О 23:10 Майкл Барратт і Ніколь Стотт, за допомогою маніпулятора станції, захопили експериментально — транспортну платформу, яка перебувала у вантажному відсіку шатла і підійняли її. Потім (о 0:08 27 лютого) транспортна платформа була перехоплена маніпулятором шатла, яким управляли Ерік Боу і Алвін Дрю. Маніпулятор станції пересунувся по фермової конструкції і знову (о 2:05) перехопив транспортну платформу, яка потім (о 3:17) була встановлена на призначене місце на сегменті S3 правої гілки фермової конструкції станції.
Аналіз зображень теплозахисного покриття «Діскавері» показав, що покриття не має яких-небудь значних пошкоджень, тому немає необхідності проводити додаткові цілеспрямовані зйомки.

### Четвертий день польоту
Астронавти переносили обладнання з «Діскавері» в станцію. О 20:00 астронавти брали участь у прес-конференції, у якій брали участь кореспонденти радіо і телевізійних станцій: Weather Channel, WBZ радіо Бостона, WSB ТБ Атланта і WTVT ТБ Тампа Бей.
За допомогою маніпулятора станції з вантажного відсіку шатлу був піднятий подовжувач маніпулятора, щоб звільнити шлях для вивантаження транспортного модуля «Леонардо».
Стівен Боуен і Алвін Дрю готувалися до майбутнього наступного дня виходу у відкритий космос.

### П'ятий день польоту
Перший вихід у відкритий космос. Планова тривалість виходу — шість з половиною годин. Що виходять астронавти Стівен Боуен і Алвін Дрю. Для Боуена це шостий вихід, для Дрю — перший. Мета виходу — прокладка запасного силового кабелю між двома модулями «Юніті» і «Транквіліті», перестановка вийшов з ладу і укріпленого на тимчасовому місці насоса, що використовувався для перекачування аміаку в системі охолодження станції, на інше місце. Цей насос був демонтований астронавтами МКС влітку 2010 року. Для цього знадобилося зробити три виходи у відкритий космос. Проте, тоді астронавтам не вистачило часу, щоб встановити знятий насос на спеціальному місці на модулі «Квест». Насос залишився висіти на транспортній візку маніпулятора станції. Стівен Боуен і Алвін Дрю повинні перенести насос на модуль «Квест». Цей несправний насос заплановано повернути на землю на шатлі «Атлантіс» STS-135.

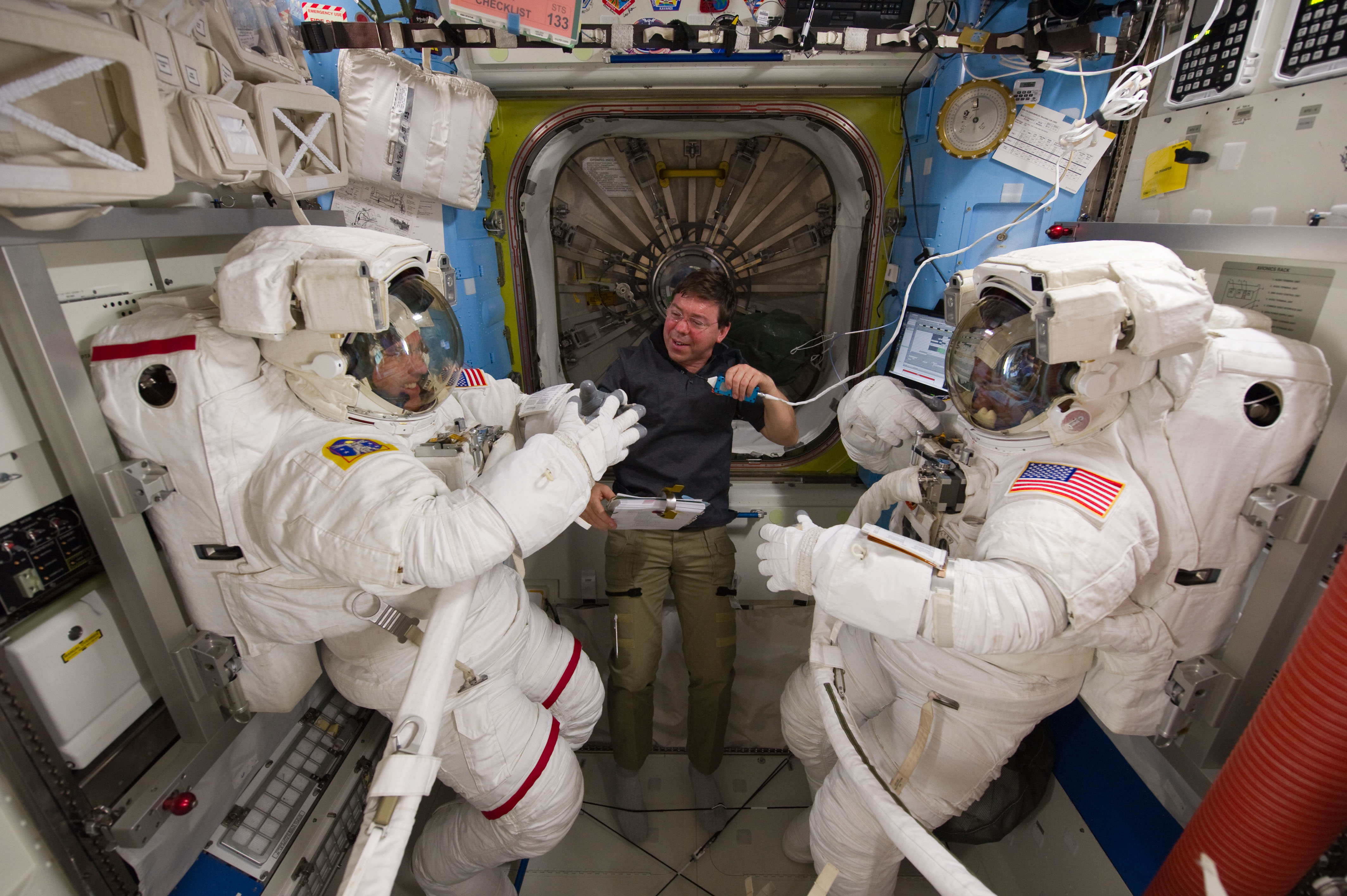
Підготовка до першого виходу у відкритий космос

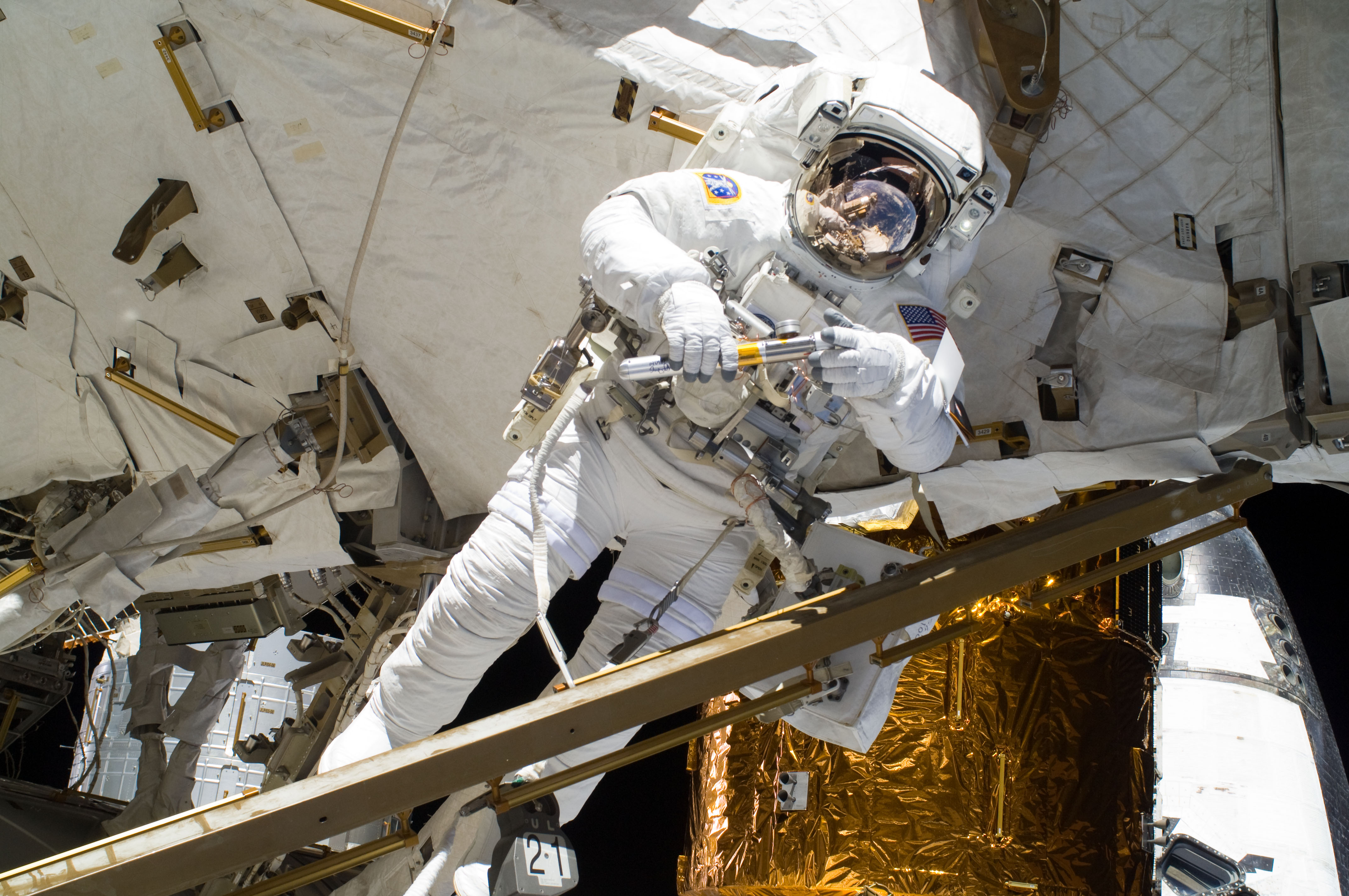
Астронавт НАСА Елвін Дрю, фахівець польоту STS-133, бере участь у місії першої сесії позакорабельної діяльності (EVA), як будівництво та обслуговування продовжити на Міжнародній космічній станції. Під час шестигодинного, 34 хвилин вихід у відкритий космос, Дрю й астронавт НАСА Стів Боуен (з кадру), фахівець польоту, встановлені розширення потужності J612 кабель, перемістити несправний модуль насоса аміаку Зовнішньому укладання платформи 2 на Quest повітряний шлюз для повернутися на Землю на пізніший термін, встановили камери клин на правій руці сегмента ферми, встановлених розширень до мобільного транспортера залізниці і піддаються японську «Послання в пляшці» експерименту в космос.

Астронавти наповнять спеціальну сталеву колбу космічним вакуум ом для японського освітнього проєкту «Послання в пляшці».
Підготовка до виходу проходила з випередженням графіка, тому вихід розпочався на півгодини раніше запланованого часу — о 15:46.
Астронавти попрямували до нижнього (спрямованому на землю) стикувального вузла модуля «Юніті». Астронавти під'єднали триметровий кабель до роз'єму на модулі «Юніті». Надалі цей кабель може бути використаний для підключення до модуля «Транквіліті». О 16:39 астронавти завершили виконання першого завдання.
Стівен Боуен вирушив до маніпулятора станції і закріпив свої ступні на ньому. Перебуваючи на маніпуляторі, Боуен повинен перенести 360 кілограмовий насос системи охолодження. Алвін Дрю попрямував до транспортної візку, щоб забрати перебувають там інструменти.
Маніпулятором, на якому перебуває Боуен, управляють Скотт Келлі і Майкл Барратт з модуля «Купол». Однак о 17:39 обірвався зв'язок з пультом управління маніпулятора, що перебувають у модулі «Купол». Келлі і Барратт перебралися до пульта, що перебуває в модулі «Дестіні» і перемістили Боуена до транспортної візку, на якій перебував насос. О 18:7 Боуен підійняв насос. Боуен разом з насосом пересунувся до платформи № 2, на якій насос повинен бути закріплений. Тут же його чекав Алвін Дрю. О 18:50 астронавти закріпили насос на платформі. До насоса був під'єднаний вентиль і електричні кабелі. Роботи з насосом були завершені о 19:41. О 20:15 астронавти прямують до сегмента «S3», де вони перевстановили відеокамеру. Потім вони встановили нові упори на рейках, по яких пересувається транспортна візок маніпулятора. З новими упорами візок зможе просуватися далі. О 21:45 Боуен і Дрю попрямували до шлюзового модулю. О 21:56 Дрю відкрив сталевий японський циліндр і «наповнив» його космічним вакуумом. У цей час Стівен Боуен фотографував його на тлі японського модуля «Кібо».
О 3:22 астронавти повернулися в шлюзовий модуль. О 22:15 був закритий люк модуля.
Алвін Дрю став двохсотим астронавтом (космонавтом) вийшов у відкритий космос.
Вихід закінчився о 22:20. Тривалість виходу склала 6:34. Це був 154 вихід у відкритий космос, пов'язаний з МКС.
Керівництво польотом оголосило про продовження на одну добу польоту «Діскавері». Роз'єднання переноситься на 6 березня, повернення на землю — 8 березня о 16:30. У додатковий день астронавти будуть допомагати астронавтам МКС розвантажувати модуль «Леонардо».

### Шостий день польоту
У цей день астронавтам належало дістати 12-тонний модуль «Леонардо» з вантажного відсіку «Діскавері» і пристикувати його до нижнього порту модуля «Юніті».

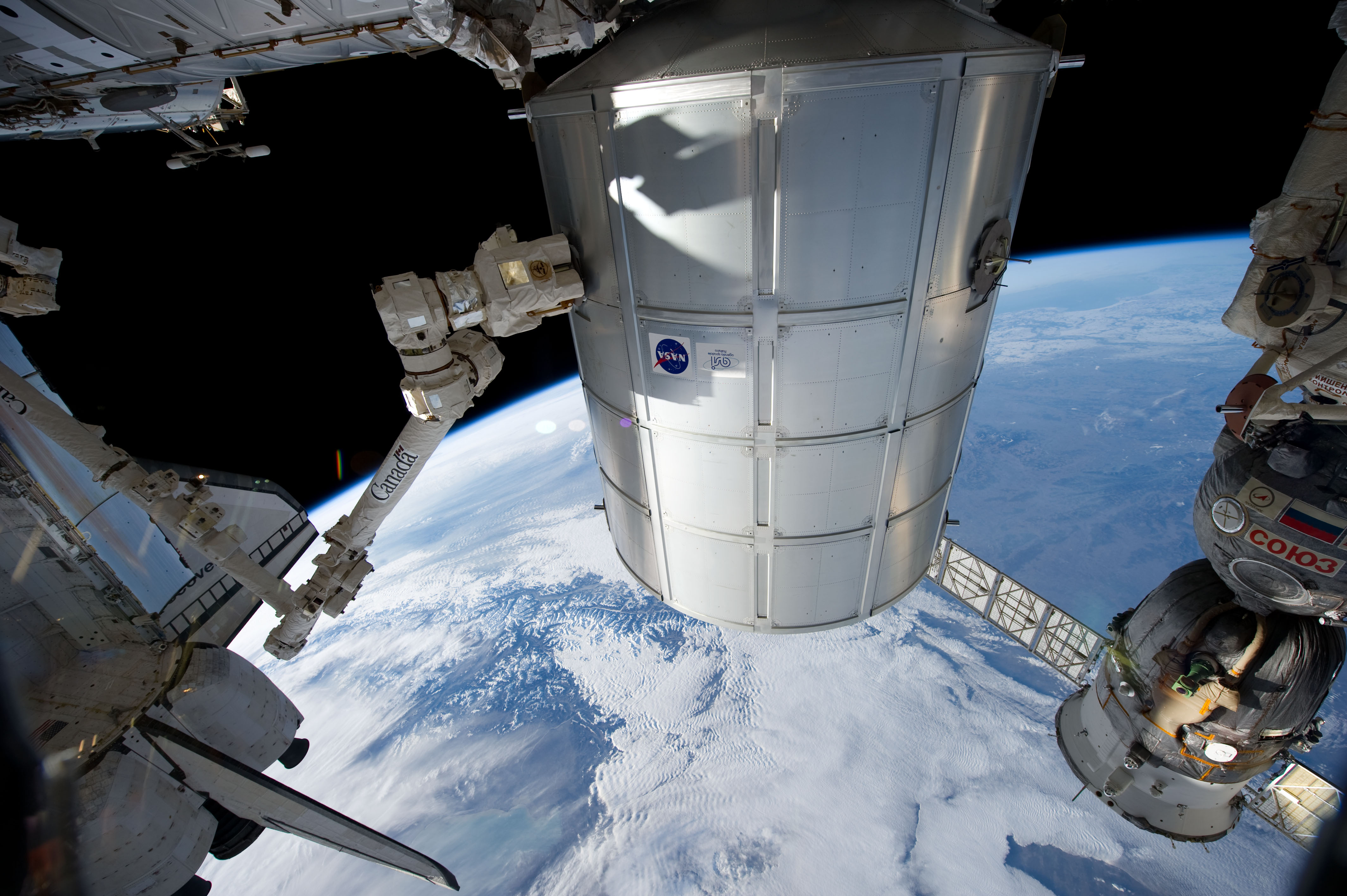
Модуль «Леонардо» пристикований до станції

Виготовлений в Італії Модуль «Леонардо» важить близько дванадцяти тонн, його розміри: 6,4 × 4,6 м, внутрішній герметичний об'єм 70 м³.
Ніколь Стотт і Майкл Барратт із модуля «Купол» управляли маніпулятором станції, за допомогою якого вони о 13:26 захопили модуль «Леонардо». О 13:42 були відкриті автоматичні кріплення, що втримують модуль у вантажному відсіку шатла. О 13:46 Ніколь Стотт і Майкл Барратт почали повільно підіймати модуль «Леонардо» з вантажного відсіку «Діскавері». Потім «Леонардо» був переміщений до нижнього стикувального вузла модуля «Юніті». О 14:50 «Леонардо» був присунутий впритул у стикувального вузла. Захоплюючі і стягують механізми стикувального вузла спрацювали, і о 15:05 модуль «Леонардо» пристикований. О 15:30 маніпулятор станції був відведений від «Леонардо». Після перевірки герметичності стику, люк у модуль «Леонардо» зсередини станції був відкритий о 23:17. Першим у новий модуль МКС увійшов командир екіпажу МКС — Скотт Келлі.

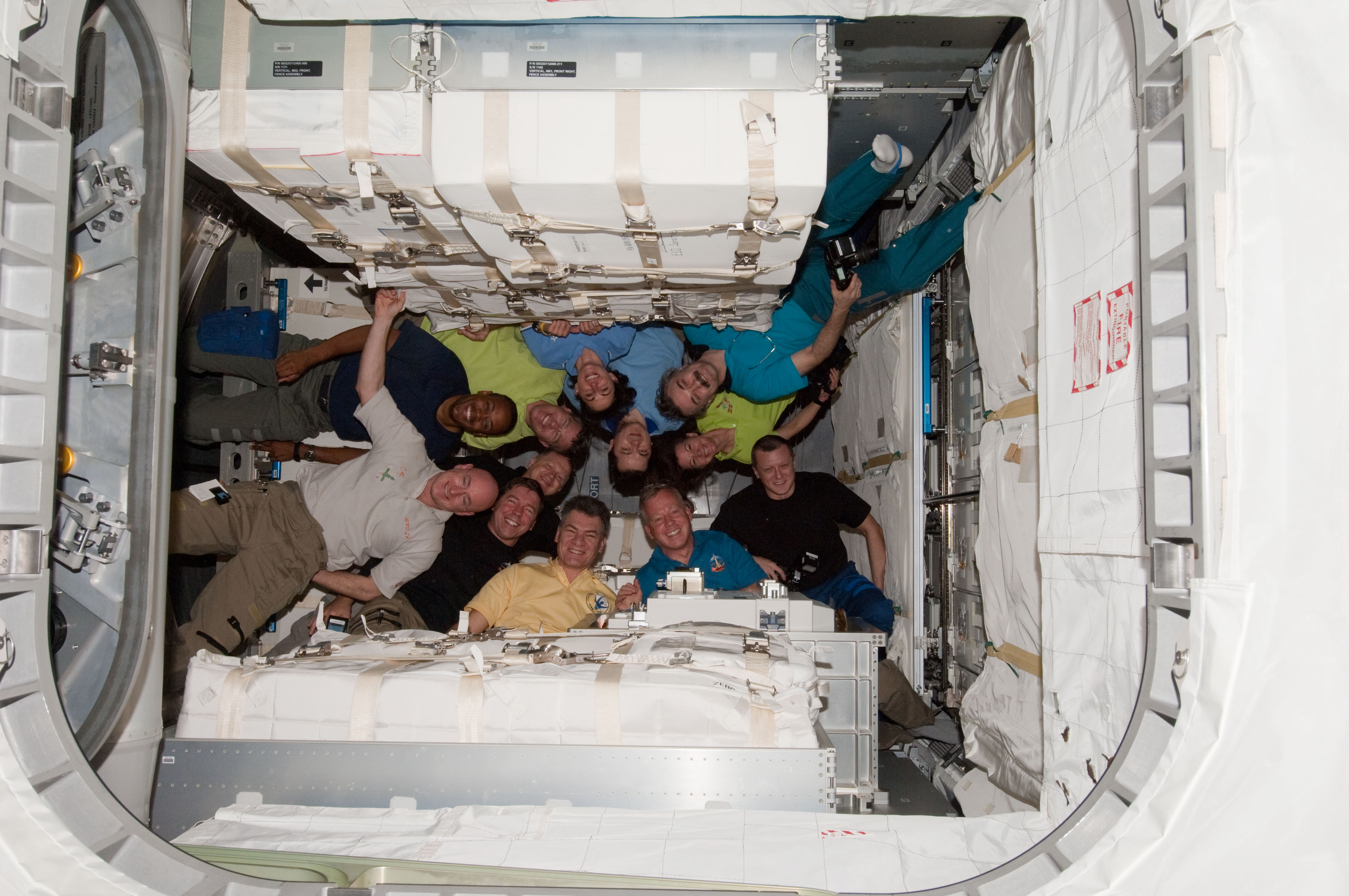
Екіпажі «Діскавері» і МКС у модулі «Леонардо»

О 16:14 було оголошено про відмову від передбачуваного обльоту станції кораблем «Союз». Представники Роскосмосу не рекомендували виконання обльоту на кораблі «Союз ТМА-01М», оскільки на цьому кораблі встановлена нова цифрова система управління, яка ще не випробувана для обльоту. Польотний план корабля «Союз ТМА-01М» передбачає тільки старт, стиковку з МКС, відстиковку і приземлення. Обліт станції на кораблі «Союз ТМА-20», який пристикований до модуля «Світанок», не розглядалося. «Союз ТМА-20» перебуває близько від «Діскавері», і при маневрах вихлопні струменя двигунів «Союзу» можуть пошкодити шатл.
Астронавти Стівен Боуен і Алвін Дрю перевіряли скафандри й устаткування для майбутнього наступного дня другого виходу у відкритий космос.

### Сьомий день польоту
День другого виходу у відкритий космос. Планове початок виходу — 10:18. Планова тривалість виходу — 6,5 годин. Що виходять астронавти Стівен Боуен і Алвін Дрю. Для Боуена це сьомий вихід, для Дрю — другий. Завдання для виходу — випуск залишків аміаку з насоса системи охолодження, установка захисних лінз на об'єктиви камер на канадському роботі- маніпуляторі «Декстр», установка захисної лінзи на об'єктив камери на маніпуляторі станції, зняти з зовнішньої поверхні експериментальний стенд, встановити освітлення на транспортній візку.
Під час одягання в скафандрі Боуена було виявлено витік. На пошук і усунення витоку знадобилося близько півгодини часу, тому вихід почався з запізненням — о 15:42. Алвін Дрю попрямував до насоса системи охолодження, який перебуває на спеціальній платформі на шлюзовому модулі «Квест». О 16:20 Дрю відкрив вентиль на насосі і випустив з нього близько вісімнадцяти кілограмів аміаку.
Стівен Боуен закріпив свої ступні на маніпуляторі і попрямував до модуля «Коламбус», щоб забрати експериментальний стенд. О 17:4 він зняв експериментальний стенд з модуля «Коламбус». Боуен тримав стенд у руках, поки маніпулятор переносив його у вантажний відсік шатлу. О 17:30 стенд з експериментальними зразками був закріплений на лівому борту вантажного відсіку.

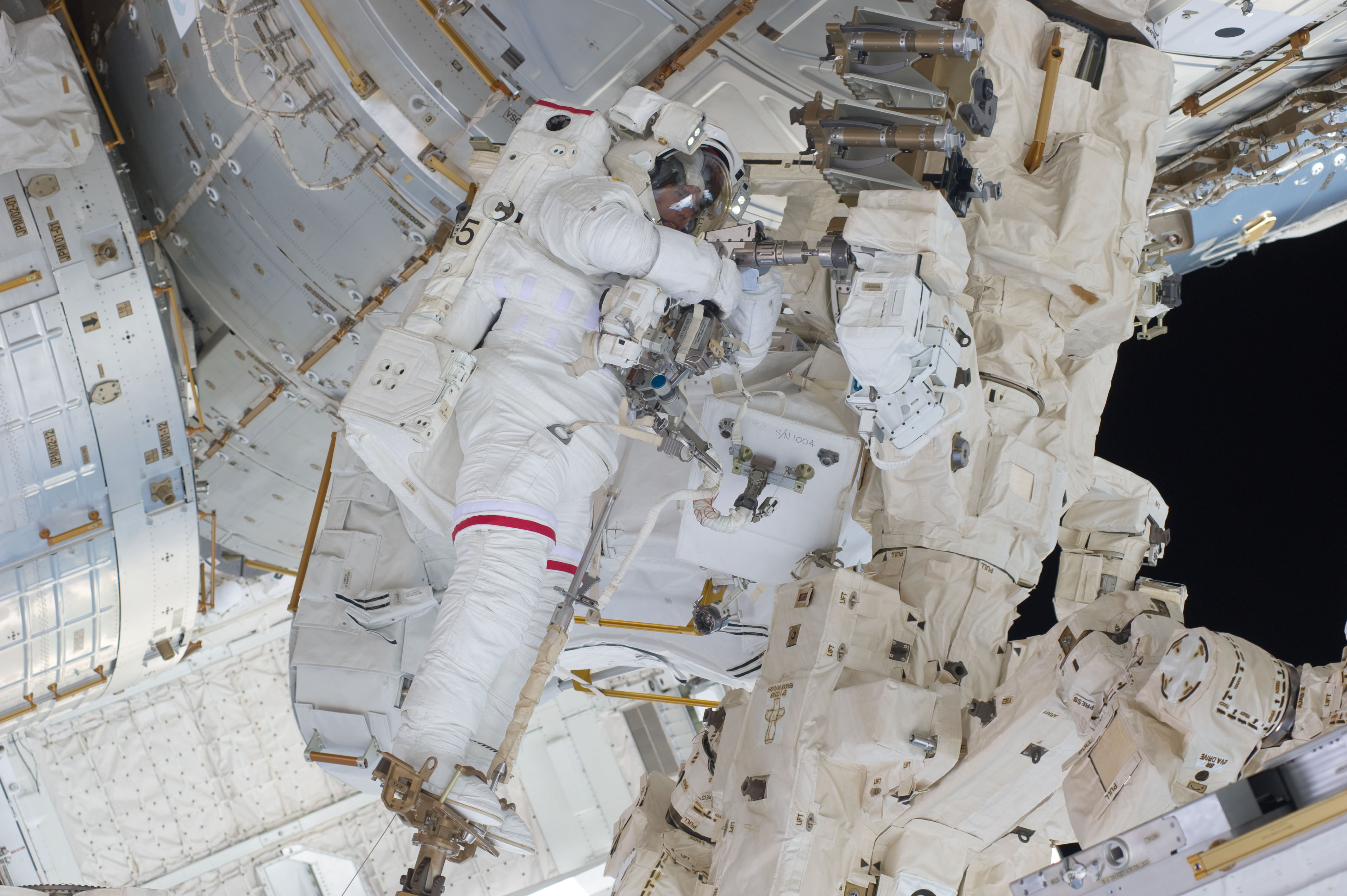
Стівен Боуен

У 18 годин Боуен на маніпуляторі перемістився до робота «Декстр» і встановив на ньому другу камеру і захисні лінзи. Потім він встановив захисні лінзи на камеру, яка перебувають на лікті маніпулятора станції. Час 20:32.
О 17:40 Алвін Дрю попрямував до сегмента S3 і зняв теплозахисне покривало з експериментально — транспортної платформи, потім він пересунувся до сегмента «S1» і проконтролював стан камери, яка була встановлена під час першого виходу в космос. О 18:37 Дрю перейшов до модуля «Квест» і поповнив запас кисню у своєму скафандрі. Потім він попрямував до сегмента P3, де встановив додаткове освітлення. Час 19:29. Дрю перемістився до модуля «Транквіліті» і видалив залишки ізоляції навколо роз'ємів. О 21:3 на шоломі Дрю відключилося світло. Боуен наблизився до нього, щоб допомогти відновити освітлення, але це їм не вдалося. О 20:17 Дрю попрямував до шлюзового модулю. Боуен зібрав інструменти і о 21:42 також попрямував у шлюзовий модуль.
О 21:50 був закритий люк модуля. Вихід закінчився о 21:56. Тривалість виходу склала 6:14. Це був 155-й вихід у відкритий космос, пов'язаний з МКС, 244-й американський вихід. Це був сьомий вихід у кар'єрі Боуена, його сумарний час у відкритому космосі склав 47 годин 18 хвилин. Загальний час Дрю склало 12 годин 48 хвилин.
Усередині станції астронавти продовжували обладнати знову пристикований модуль «Леонардо».

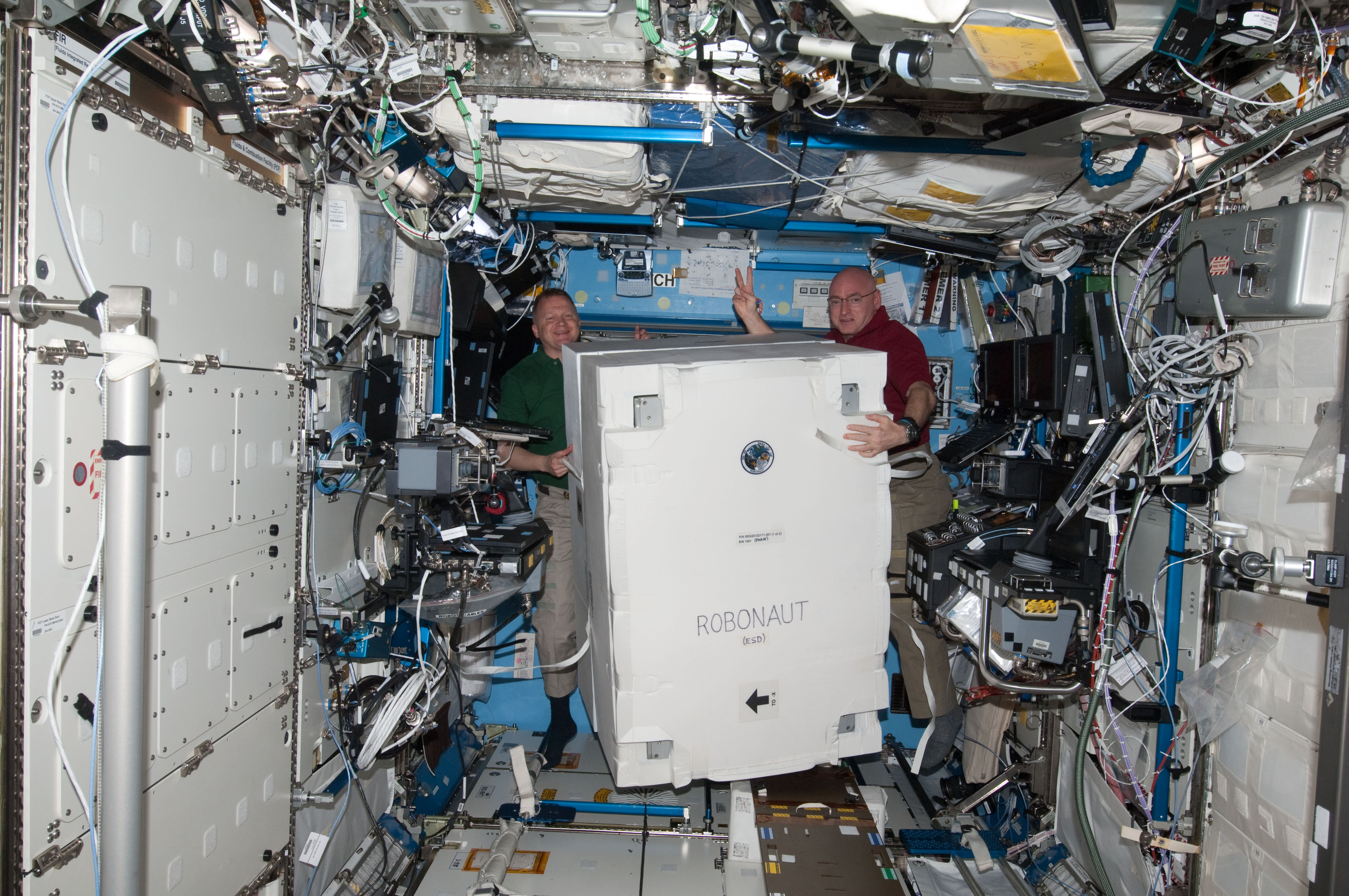
Ерік Боу і Скотт Келлі переносять контейнер, у якому упакований Робонавт

Робот Робонавт-2, який доставлений у модулі «Леонардо» був перенесений у модуль «Дестіні», де він залишиться в упакованому вигляді. Збірка робонавта заплановано на кінець березня. Тестування робонавта з землі триватиме кілька місяців, перш ніж він почне допомагати астронавтам станції.

### Восьмий день польоту
Астронавти приводили в робочий стан новий модуль станції — герметичний багатофункціональний модуль, колишній багатоцільовий модуль постачання «Леонардо». Розпаковували привезене устаткування. Все непотрібне більше на станції обладнання та матеріали астронавти переносили в японський вантажний корабель, який від'єднується від станції 28 березня і разом з завантаженим у нього сміттям згорить в атмосфері.

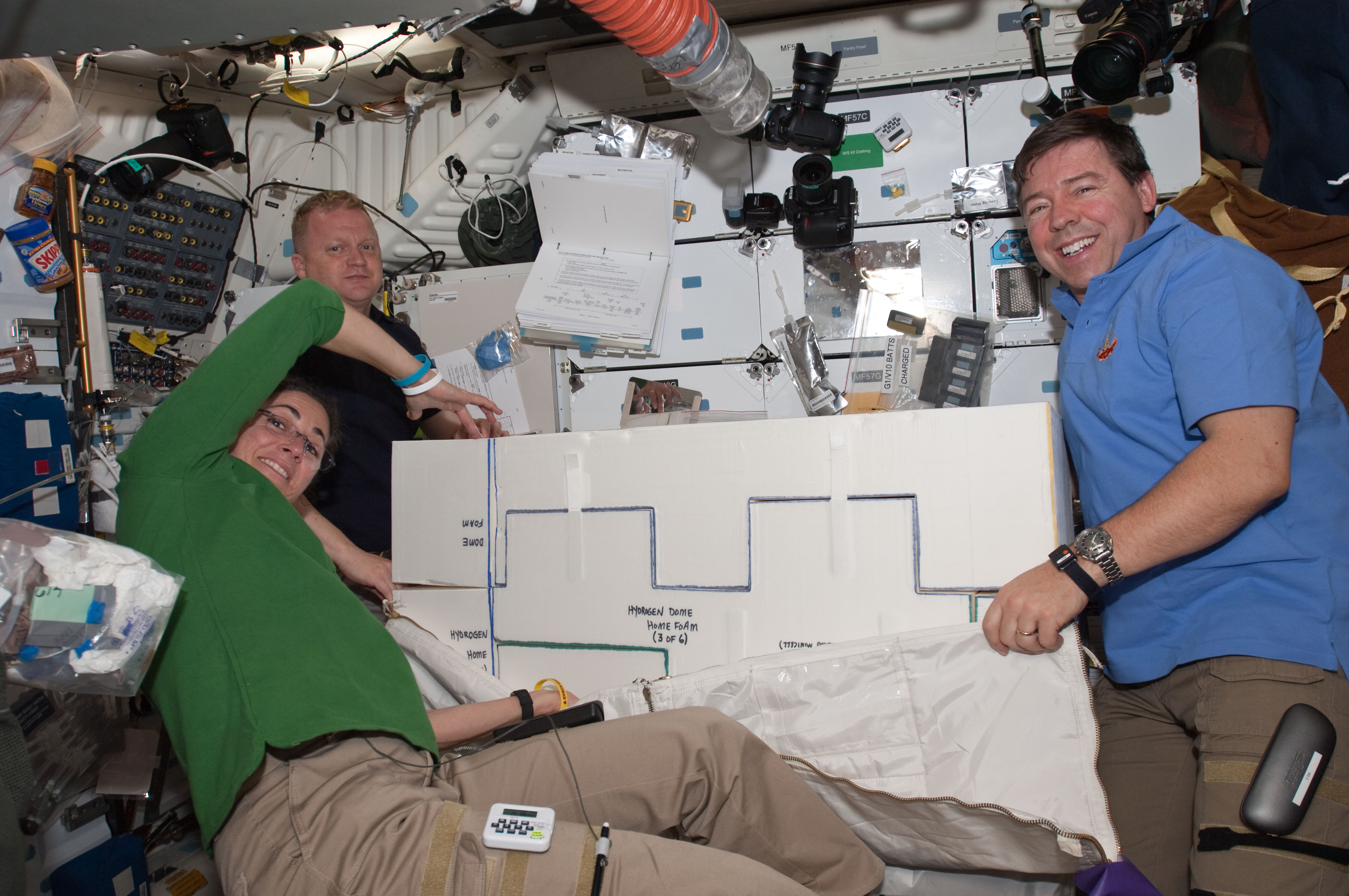
Астронавти на середній палубі «Діскавері»

У 13 годин астронавти розмовляли з кореспондентами телевізійних каналів: CNN, WTTG-ТВ Вашингтон, WSTP-ТВ Тампа і KNBC-ТВ Лос-Анджелес.
З 14:4 по 14:30 за допомогою двигунів «Діскавері» була піднята орбіта станції. Нові параметри орбіти станції: апогей 360 км, перигей 344 км.
О 15:30 астронавти розмовляли з кореспондентами: «MSNBC»; «WXIA-ТВ» Атланта і «Fox News Radio».
О 20:35 менеджери НАСА оголосили про те, що ухвалено рішення про продовження перебування «Діскавері» в космосі ще на одну добу. Згідно з новим планом, «Діскавері» від'єднується від МКС 7 березня о 12:03, а повернеться на землю 9 березня о 16:58.
У 23 години відбулася телефонна розмова екіпажів «Діскавері» і МКС із президентом США Бараком Обамою.

### Дев'ятий день польоту
Астронавти «Діскавері» і МКС продовжували розвантажувати і обладнати новий модуль станції — герметичний багатофункціональний модуль.
Астронавти також займалися ремонтом і обслуговуванням різних систем станції: системи очищення повітря від вуглекислого газу і генератора кисню.

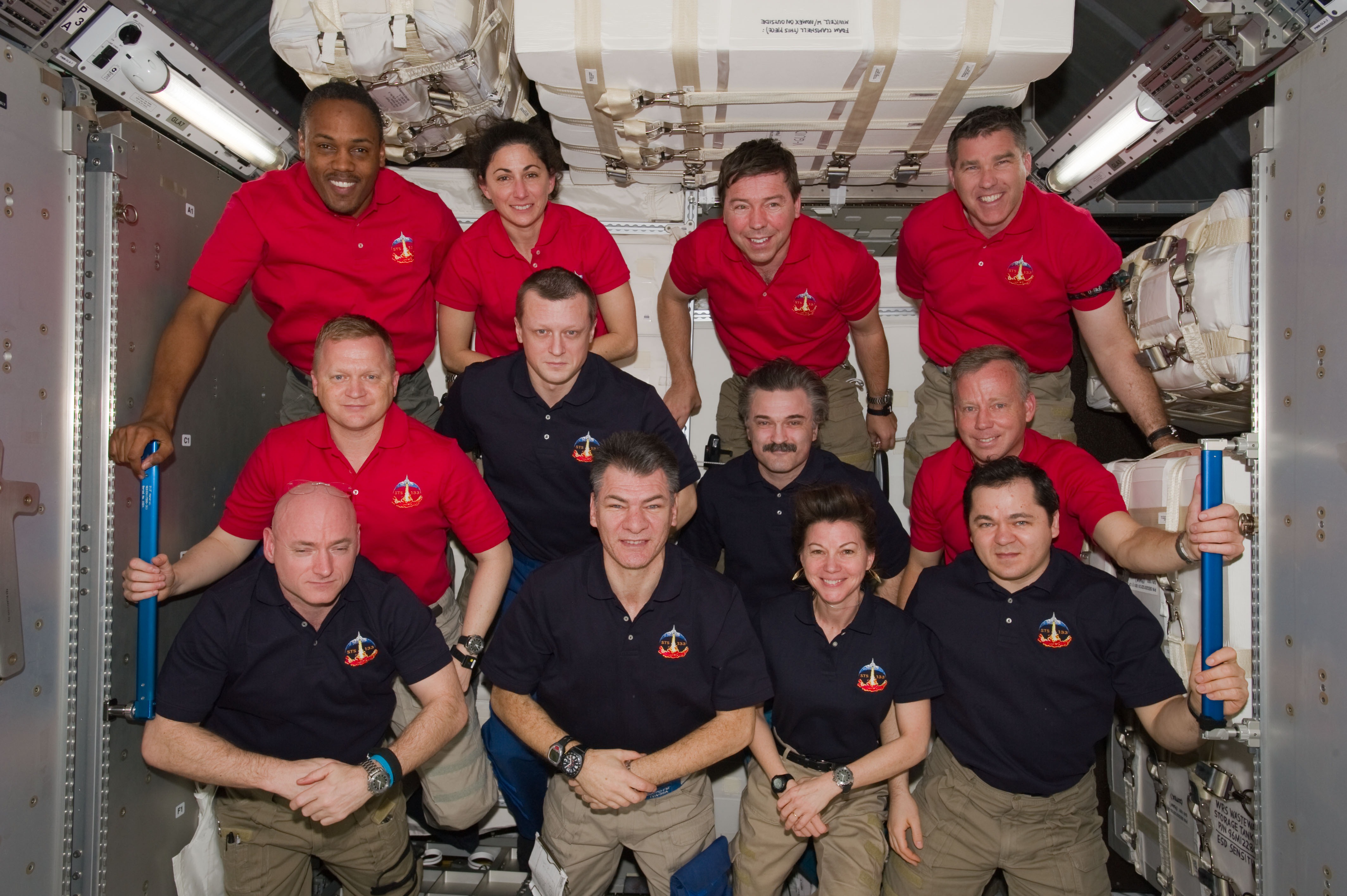
Груповий портрет екіпажів «Діскавері» і МКС

У модулі «Пірс» спрацював датчик задимлення, який викликав сигнал аварії. Аналіз складу повітря в модулі «Пірс» показав, що ніякого задимлення немає. Імовірно, датчик спрацював від попадання частинок пилу. Подібні випадки вже відбувалися раніше.
О 16-й годині астронавти взяли участь у 40-хвилинній прес-конференції, у якій з іншого боку брали участь кореспонденти, що перебувають у космічному центрі в Х'юстоні, у космічному центрі у Флориді, у штаб-квартирі НАСА у Вашингтоні і в Італії.

### Десятий день польоту
Астронавти закінчували розвантажувати і обладнати новий модуль станції — герметичний багатофункціональний модуль, а також закінчували ремонт системи очищення повітря від вуглекислого газу і генератора кисню.
Від'єднання «Діскавері» і МКС запланована у понеділок, 7 березня. У середу, 9 березня, «Діскавері» має дві можливості для приземлення в космічному центрі імені Кеннеді:
- 202 виток, гальмування о 15:55, приземлення о 16:58
- 203 виток, гальмування о 17:31, приземлення о 18:33.

### Одинадцятий день польоту
Астронавти закінчили переноску доставленого на станцію обладнання та матеріалів. У «Діскавері» були перенесені близько 113 кг заморожених матеріалів, отриманих у біологічних експериментах, проведених на станції.
У загальній складності «Діскавері» доставив на станцію :
- Постійний багатофункціональний модуль, завантажений обладнанням та витратними матеріалами, вага — 9,9 тонн
- Зовнішню транспортну платформу, запасний панеллю радіатора системи охолодження, вага — 3,45 тонн
- 387 кг води
- 50,8 кг азоту
- 82,5 кг кисню

Астронавти перенесли з кабіни шатлу в станцію 0,92 тонни обладнання і 1,18 тонн обладнання та експериментальних матеріалів зі станції в шатл, призначених для відправлення на землю.
У другій половині дня астронавти мали додатковий час для відпочинку.
О 19:38 екіпажі «Діскавері» і МКС попрощалися в модулі «Гармонія» о 21:11 був закритий люк між станцією і шатлом. Загалом люк між «Діскавері» і станцією був відкритий 7 діб 23 години 55 хвилин

### Дванадцятий день польоту

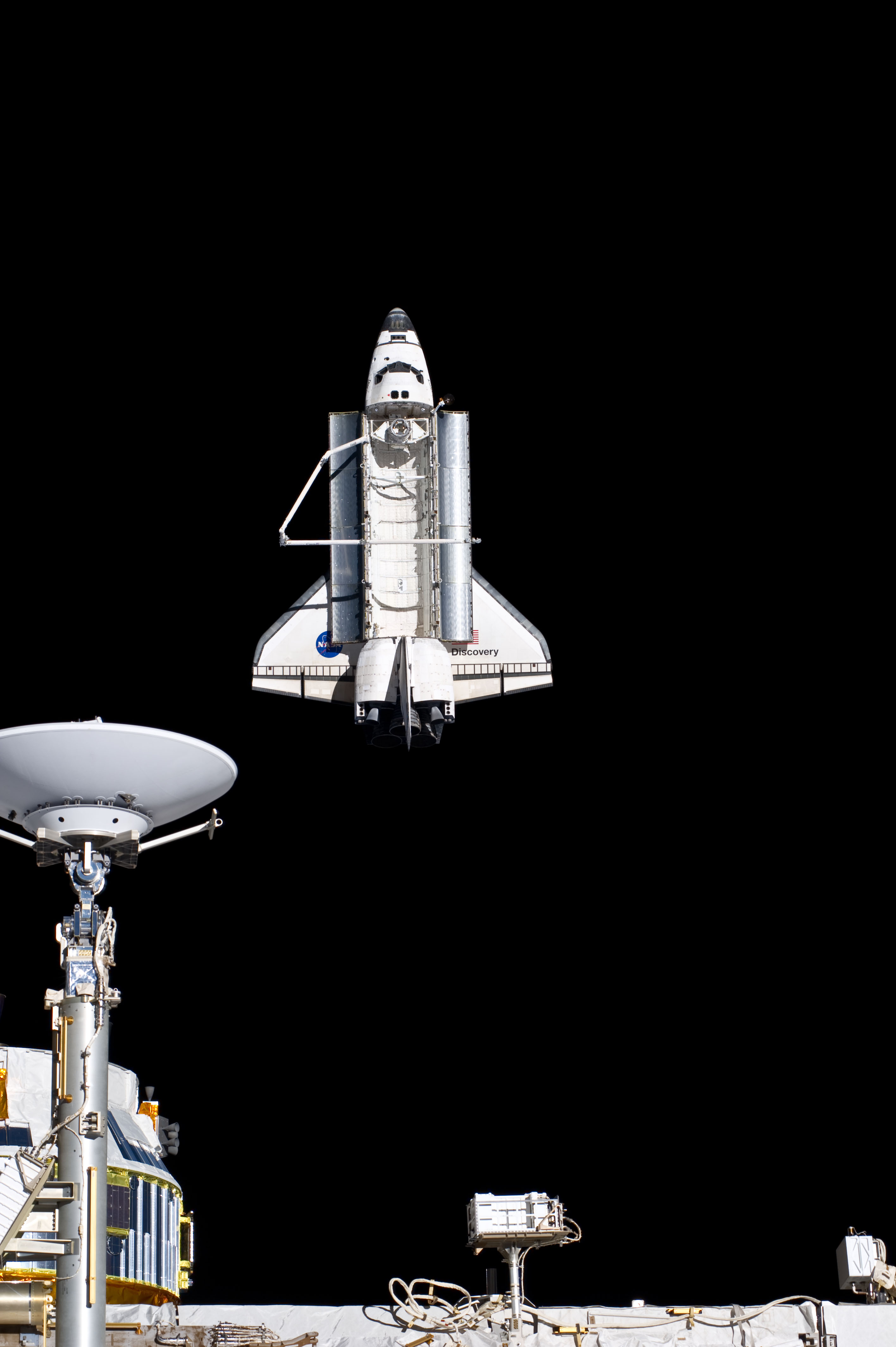
«Діскавері» покинув МКС з порожнім вантажним відсіком

О 11 годині комплекс шатл + МКС був розгорнутий на 180°. Від'єднання шатлу «Діскавері» від МКС відбулася в 12 годин. У цей час шатл і станція пролітали над Тихим океаном схід Індонезії і на північний схід Австралії. Загальний час у зістикованому стані склав 8 діб 16 годин 46 хвилин.
О 12:8 «Діскавері» віддалився на 30 м від станції. О 12:16 «Діскавері» віддалився на 72 м від станції, швидкість видалення — 8 см/с. О 12:21 відстань між «Діскавері» і МКС становило 114 м.
О 12:23 під управлінням пілота Еріка Боу «Діскавері» почав традиційний кругової обліт МКС. О 12:31 «Діскавері» перебував на відстані 154 м від станції. О 12:35 «Діскавері» перебував над МКС. О 12:47 «Діскавері» був ззаду станції, відстань між ними — 221 м. О 12:56 «Діскавері» перебував під станцією. У цей час «Діскавері» і станція пролітали над Атлантичним океаном, наближаючись до узбережжя Африки. О 13:04 «Діскавері» пролетів над Італією. О 13:08 «Діскавері» був попереду станції і закінчував її обліт.

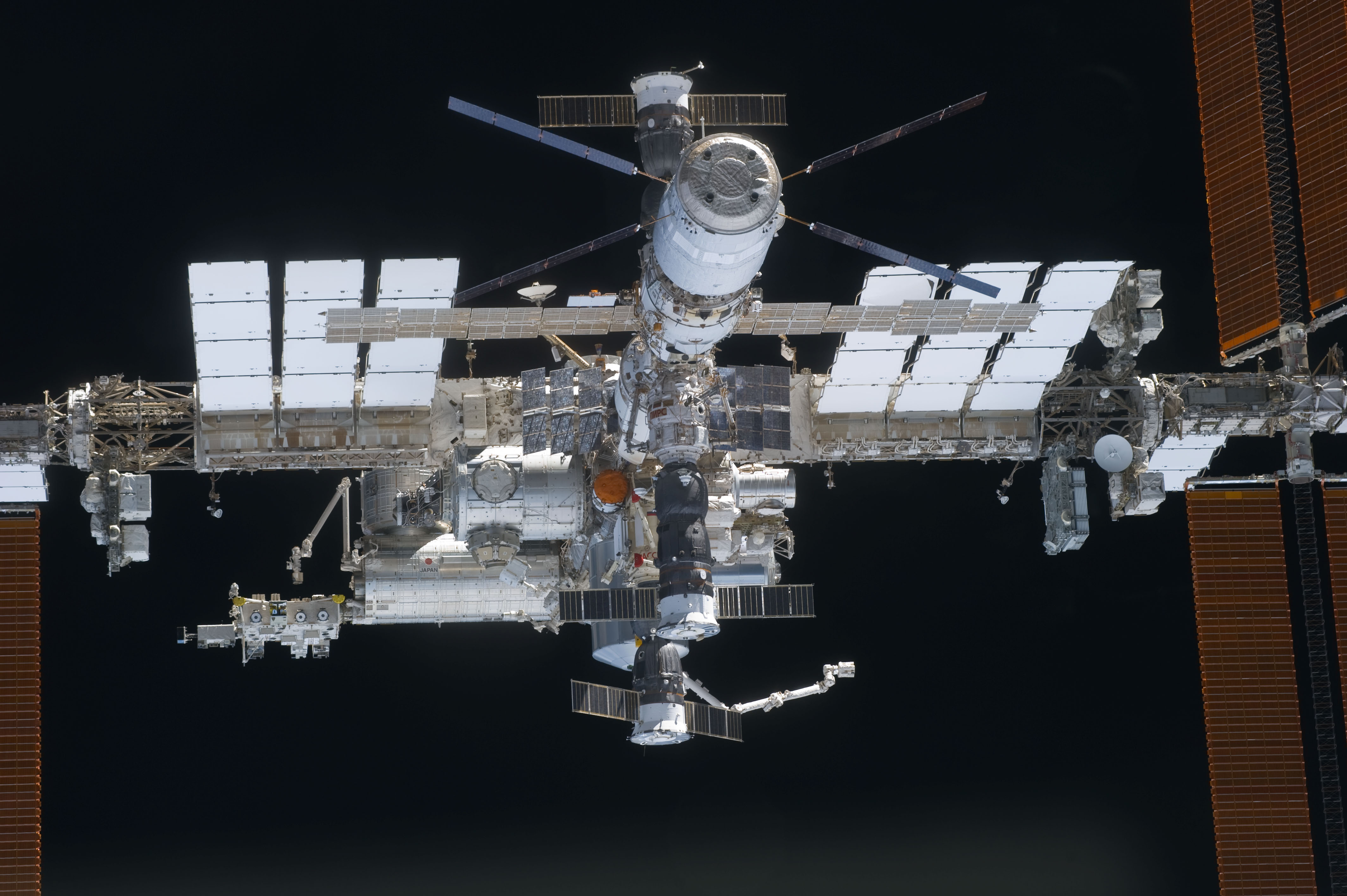
вид на Міжнародній космічній станції показаний у сфотографованого члена екіпажу STS-133 на шатла «Діскавері» цього зображення після того, як станція і трансфер почали після розстикування відносне поділ. Відстиковка двох космічних апаратів відбулося о 7:00 ранку (EST) Знайти схожі 7 березня 2011 року. Відкриття провів вісім днів, 16 годин і 46 хвилин прикріплений до орбітальної лабораторії.

О 13:9 були включені двигуни шатла і він став віддалятися від станції. О 13:17 «Діскавері» перебував на відстані 427 м. О 13:27 «Діскавері» перебував на відстані 1,3 км від станції і віддаляється зі швидкістю 1,73 м/с. О 13:37 вдруге включалися двигуни шатла і він став йти від станції.
Після відходу «Діскавері» від МКС о 16:15 астронавти почали підготовляти обладнання для заключної інспекції теплозахисного покриття шатла. Заключна інспекція проводиться для виявлення можливих пошкоджень теплозахисного покриття шатла мікрометеоритами або космічним сміттям після інспекції проведеної на другий день польоту. О 16:54 почалося обстеження правого крила шатла. З 18:5 — обстеження носа шатла. З 19:20 — остання частина — обстеження лівого крила шатла. О 20:39 обстеження закінчено. О 21:14 подовжувач маніпулятора, з встановленими на ньому камерами, покладений у вантажному відсіку шатла. О 21:25 у вантажному відсіку також складний робот-маніпулятор. Дані обстеження передані на землю для аналізу фахівцями НАСА.

### Тринадцятий день польоту
Астронавти готувалися до повернення на Землю. Вони перевіряли системи «Діскавері», задіяні при приземленні.
Прогноз погоди у Флориді на середу, 9 березня, сприятливий для приземлення. У четвер, 10 березня, очікуються гроза і дощ. У Каліфорнії і 9 і 10 березня очікується сприятлива погода.
Варіант приземлення в Каліфорнії, на військово-повітряній базі Едвардс, передбачався лише на 10 березня. Ресурсів «Діскавері» було достатньо для продовження польоту до п'ятниці, 11 березня.
О 11:23 почалася бесіда астронавтів з кореспондентами американських телевізійних каналів CBS News, ABC News і The Associated Press.
О 16:20 було оголошено, що, у результаті аналізу зображень теплозахисного покриття шатла, пошкоджень не виявлено, «Діскавері» готовий до безпечної посадки.

### Чотирнадцятий день польоту
- О 12 годині екіпаж «Дискавері» розпочав останні приготування до повернення на землю.
- О 12:47 астронавт Фредерік Стеркоу, який на літаку Т-38 спостерігав динаміку розвитку погоди в районі космодрому, повідомив, що погодні умови залишаються сприятливими для приземлення.
- О 13:20 був закритий вантажний відсік «Діскавері».
- О 15:05 «Діскавері» почав свій заключний виток 202. О 15:27 керівник польоту дозволив посадку «Діскавері». У цей час шатл пролітав над Європою, наближаючись у кордоні Росії, далі він рухався в бік Індії і Індійського океану. О 15:33 «Діскавері» розвернувся перед гальмівним імпульсом. Двигуни на гальмування були включені о 15:52. Двигуни відпрацювали 2 хвилини 27 секунди. «Діскавері» зійшов з орбіти і кинувся до землі. У 16 годин «Діскавері» пролетів над південно — західним краєм Австралії. О 16:19 висота польоту — 200 км. О 16:25 висота — 122 км, швидкість М = 25, «Діскавері» увійшов у верхні шари атмосфери. О 16:37 «Діскавері» перебуває на висоті 70 км, за 3200 км від місця приземлення, його швидкість — 24 000 км/год. «Діскавері» рухався над Тихим океаном у напрямку південний захід — північний схід. О 16:40 «Діскавері» пролетів над Гватемалою, потім над Сальвадор ом і Карибським морем західніше Куби. О 16:44 «Діскавері» перебував на висоті 53 км, за 890 км від місця приземлення, його швидкість — 13 200 км/год. О 16:48 «Діскавері» над узбережжям Флориди. О 16:50 «Діскавері» перебуває на висоті 24 км, за 115 км від місця приземлення. О 16:53 «Діскавері» перебував на висоті 14,5 км, за 43 км від місця приземлення, його швидкість — 1000 км/год. Під управлінням Стівена Ліндсі, «Діскавері» зробив розворот на 250° і о 16:57 опустився на злітно — посадкову смугу № 15 космічного центру імені Кеннеді.

Політ продовжувався 12 діб 19 годин 4 хвилини. «Діскавері» пролетів 8 543  361 км. Вага при приземленні — 93 тонни, що на 29 тонн менше, ніж при старті.

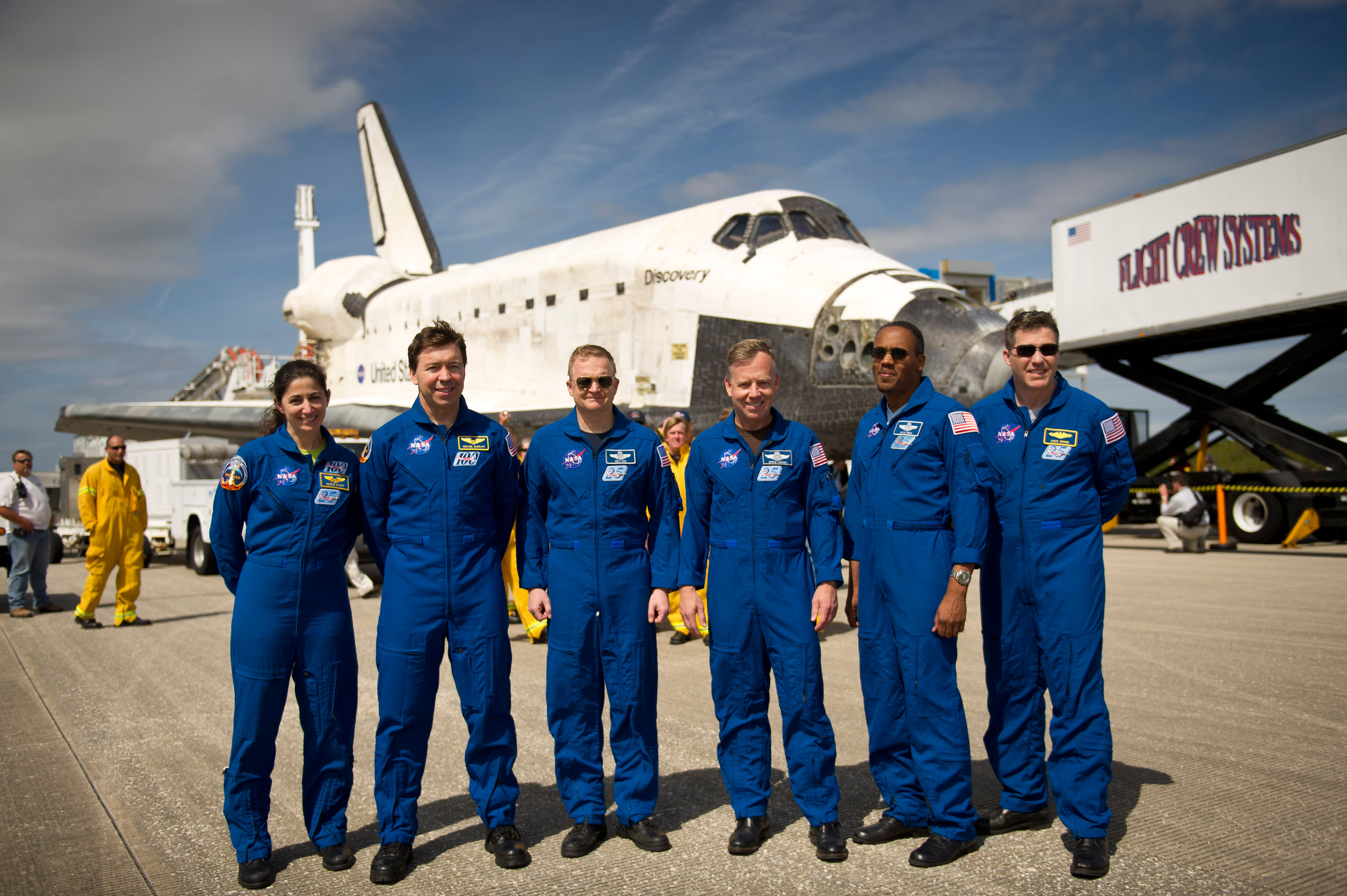
Екіпаж після приземлення

О 17:44 астронавти вийшли із шатла в спеціальний автобус, де вони пройшли медичний огляд. О 18:18 астронавти вийшли на ВПП і здійснили традиційний обхід свого корабля.
«Діскавері» тридцять дев'ятий раз повернувся із космосу. Перший політ «Дискавері» здійснив у серпні 1984 року. За 39 польотів «Дискавері» здійснив 5830 витків навколо Землі, провів у космосі цілий рік (365 діб) і пролетів 238 млн км.
«Діскавері» буде встановлено в Смітсонівському національному музеї авіації та космонавтики, замінивши там шатл "Ентерпрайз"б який використовувався лише як випробувальний.